# Elne
Elne  (Elna en catalan) est une commune française située dans l'est du département des Pyrénées-Orientales, en région Occitanie. Sur le plan historique et culturel, la commune est dans le Roussillon, une ancienne province du royaume de France, qui a existé de 1659 jusqu'en 1790 et qui recouvrait les trois vigueries du Roussillon, du Conflent et de Cerdagne.
Exposée à un climat méditerranéen, elle est drainée par le Tech, l'Agouille de la Mer. La commune possède un patrimoine naturel remarquable : deux sites Natura 2000 (l'« embouchure du Tech et Grau de la Massane » et « le Tech »), deux espaces protégés (la réserve naturelle nationale du Mas Larrieu et le « Mas Larrieu ») et quatre zones naturelles d'intérêt écologique, faunistique et floristique.
Elne est une commune urbaine et littorale qui compte 9 479 habitants en 2022, après avoir connu une forte hausse de la population depuis 1962. Elle est dans l'agglomération de Saint-Cyprien et fait partie de l'aire d'attraction de Perpignan. Ses habitants sont appelés les Illibériens ou  Illibériennes.

## Géographie

### Localisation
La commune d'Elne se trouve dans le département des Pyrénées-Orientales, en région Occitanie.
Elle se situe à 13 km à vol d'oiseau de Perpignan, préfecture du département, et à 22 km de Céret, sous-préfecture.
Les communes les plus proches sont : 
Latour-Bas-Elne (2,7 km), Corneilla-del-Vercol (3,1 km), Montescot (3,2 km), Palau-del-Vidre (3,2 km), Saint-Cyprien (3,5 km), Ortaffa (4,4 km), Théza (4,5 km), Alénya (4,5 km).
Sur le plan historique et culturel, Elne fait partie de l'ancienne province du royaume de France, le Roussillon, qui a existé de 1659 jusqu'à la création du département des Pyrénées-Orientales en 1790 et qui recouvrait les trois vigueries du Roussillon, du Conflent et de Cerdagne.
| Corneilla-del-Vercol, Montescot | Alénya          | Latour-Bas-Elne, Saint-Cyprien |
| Bages                           | Elne            | Mer Méditerranée               |
| Ortaffa                         | Palau-del-Vidre | Argelès-sur-Mer                |

### Géologie et relief
La ville en elle-même est construite sur et autour d'une petite colline (haute de 65 mètres, siège de la cathédrale).
Cette colline est aujourd'hui au nord du Tech, elle fait partie d'une ligne de collines sur laquelle est aussi le vieux village de Saint-Cyprien. Dans l'Antiquité, un bras du Tech (lieu-dit « Tec Vell ») contournait ces collines par le Nord. Il y avait encore un pont au Moyen Âge comme l'atteste le lieu « Notre Dame du Pont » qui était situé près de là où, aujourd'hui, il y a le pont du chemin de fer sur la route de Bages.
Elne est entourée de paysages champêtres, de vignes et de cultures maraîchères. Ces cultures sont dans une plaine d'alluvions drainés dont on a prouvé qu'en certains endroits, 2 ou 3 m d'épaisseur datent de moins de 2000 ans.
La commune est classée en zone de sismicité 3, correspondant à une sismicité modérée.

### Hydrographie
- L'Agulla de la mar marque  la frontière nord avec Alénya.
- Le Rec de la Torre traverse la commune d'ouest en est puis marque la frontière avec Latour-Bas-Elne.
- Le Tech marque la frontière sud de la commune avec Palau-del-Vidre et Argelès-sur-Mer.

### Climat
Pour des articles plus généraux, voir Climat de l'Occitanie et Climat des Pyrénées-Orientales.
En 2010, le climat de la commune est de type climat méditerranéen franc, selon une étude du CNRS s'appuyant sur une série de données couvrant la période 1971-2000. En 2020, Météo-France publie une typologie des climats de la France métropolitaine dans laquelle la commune est exposée à un climat méditerranéen et est dans la région climatique Provence, Languedoc-Roussillon, caractérisée par une pluviométrie faible en été, un très bon ensoleillement (2 600 h/an), un été chaud (21,5 °C), un air très sec en été, sec en toutes saisons, des vents forts (fréquence de 40 à 50 % de vents > 5 m/s) et peu de brouillards.
Pour la période 1971-2000, la température annuelle moyenne est de 15 °C, avec une amplitude thermique annuelle de 15,5 °C. Le cumul annuel moyen de précipitations est de 625 mm, avec 4,9 jours de précipitations en janvier et 2,9 jours en juillet. Pour la période 1991-2020, la température moyenne annuelle observée sur la station météorologique la plus proche, située sur la commune de Canet-en-Roussillon à 12 km à vol d'oiseau, est de 15,9 °C et le cumul annuel moyen de précipitations est de 658,3 mm,. Pour l'avenir, les paramètres climatiques de la commune estimés pour 2050 selon différents scénarios d’émission de gaz à effet de serre sont consultables sur un site dédié publié par Météo-France en novembre 2022.

### Milieux naturels et biodiversité

#### Espaces protégés
La protection réglementaire est le mode d’intervention le plus fort pour préserver des espaces naturels remarquables et leur biodiversité associée,.
Dans ce cadre, la commune fait partie.
Deux espaces protégés sont présents sur la commune : 
- la réserve naturelle nationale du Mas Larrieu, créée en 1984 et occupant une superficie de 170 ha de part et d'autre de l'embouchure du Tech, protège des forêts riveraines. Le site est un milieu particulièrement intéressant en matière d’insectes, en particulier pour les libellules. Les milieux sableux abritent le lézard ocellé. La forêt riveraine revêt une importance considérable pour la faune[18],[19] ;
- le « Mas Larrieu », un terrain acquis par le Conservatoire du Littoral, d'une superficie de 115,5 ha[20],[21].

#### Réseau Natura 2000

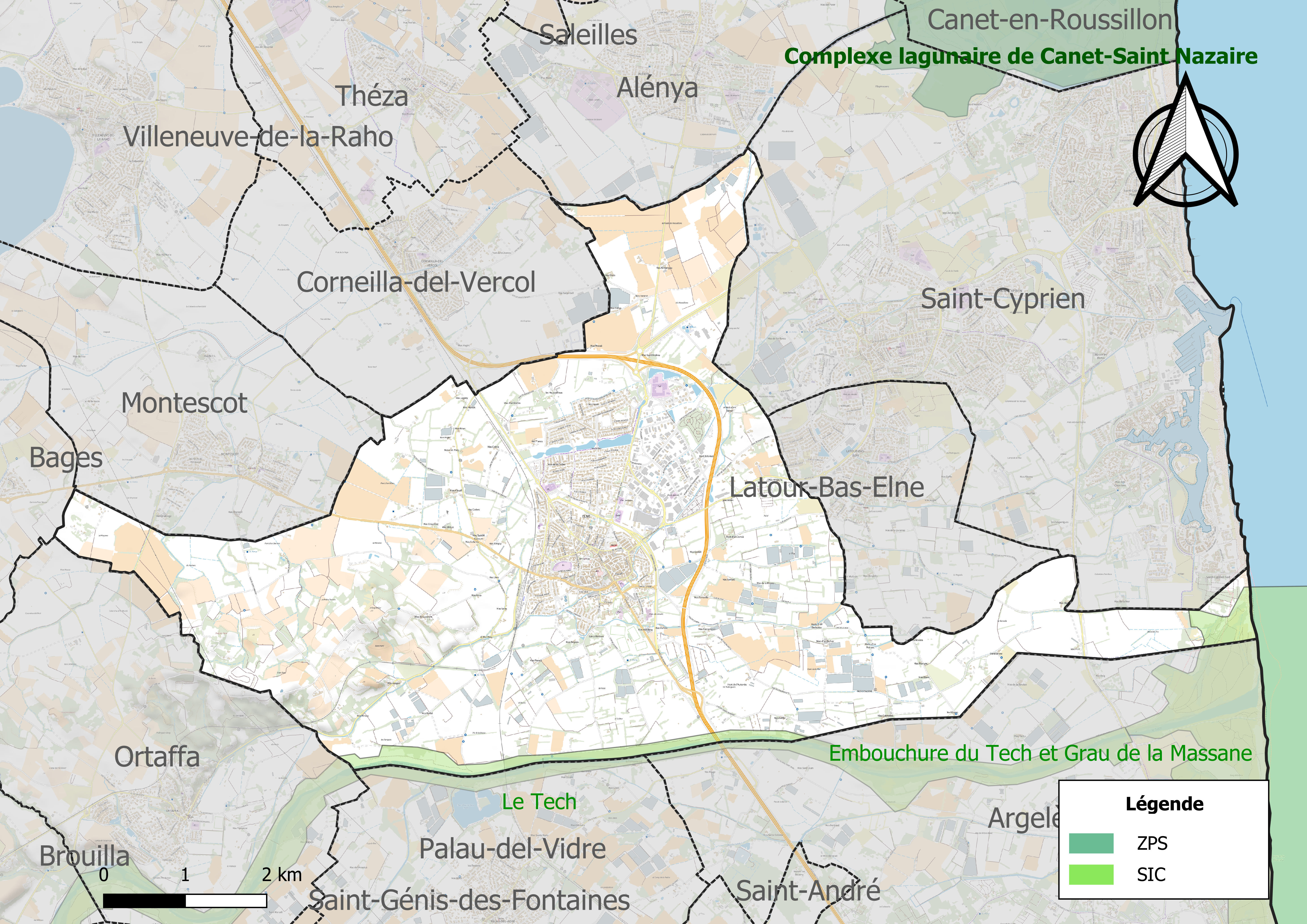
Sites Natura 2000 sur le territoire communal.

Le réseau Natura 2000 est un réseau écologique européen de sites naturels d'intérêt écologique élaboré à partir des directives habitats et oiseaux, constitué de zones spéciales de conservation (ZSC) et de zones de protection spéciale (ZPS).
Deux sites Natura 2000 ont été définis sur la commune au titre de la directive habitats : 
- l'« embouchure du Tech et Grau de la Massane », d'une superficie de 954 ha, un site présentant une zone de sables marins de faible profondeur à Amphioxus et des milieux littoraux dunaires riches en espèces végétales endémiques[24] ;
- « le Tech », d'une superficie de 1 467 ha, héberge le Barbeau méridional qui présente une très grande variabilité génétique dans tout le bassin versant du Tech. Le haut du bassin est en outre colonisé par le Desman des Pyrénées[25] ;

#### Zones naturelles d'intérêt écologique, faunistique et floristique
L’inventaire des zones naturelles d'intérêt écologique, faunistique et floristique (ZNIEFF) a pour objectif de réaliser une couverture des zones les plus intéressantes sur le plan écologique, essentiellement dans la perspective d’améliorer la connaissance du patrimoine naturel national et de fournir aux différents décideurs un outil d’aide à la prise en compte de l’environnement dans l’aménagement du territoire.
Deux ZNIEFF de type 1 sont recensées sur la commune :
le « cours du Tech de Palau-del-Vidre à son embouchure » (106 ha), couvrant 3 communes du département et 
le « Mas Larrieu » (178 ha), couvrant 2 communes du département
et deux ZNIEFF de type 2, : 
- l'« embouchure du Tech et grau de la Massane » (291 ha), couvrant 3 communes du département[29] ;
- la « rivière le Tech » (933 ha), couvrant 14 communes du département[30].

Carte des ZNIEFF de type 1 et 2 à Elne.
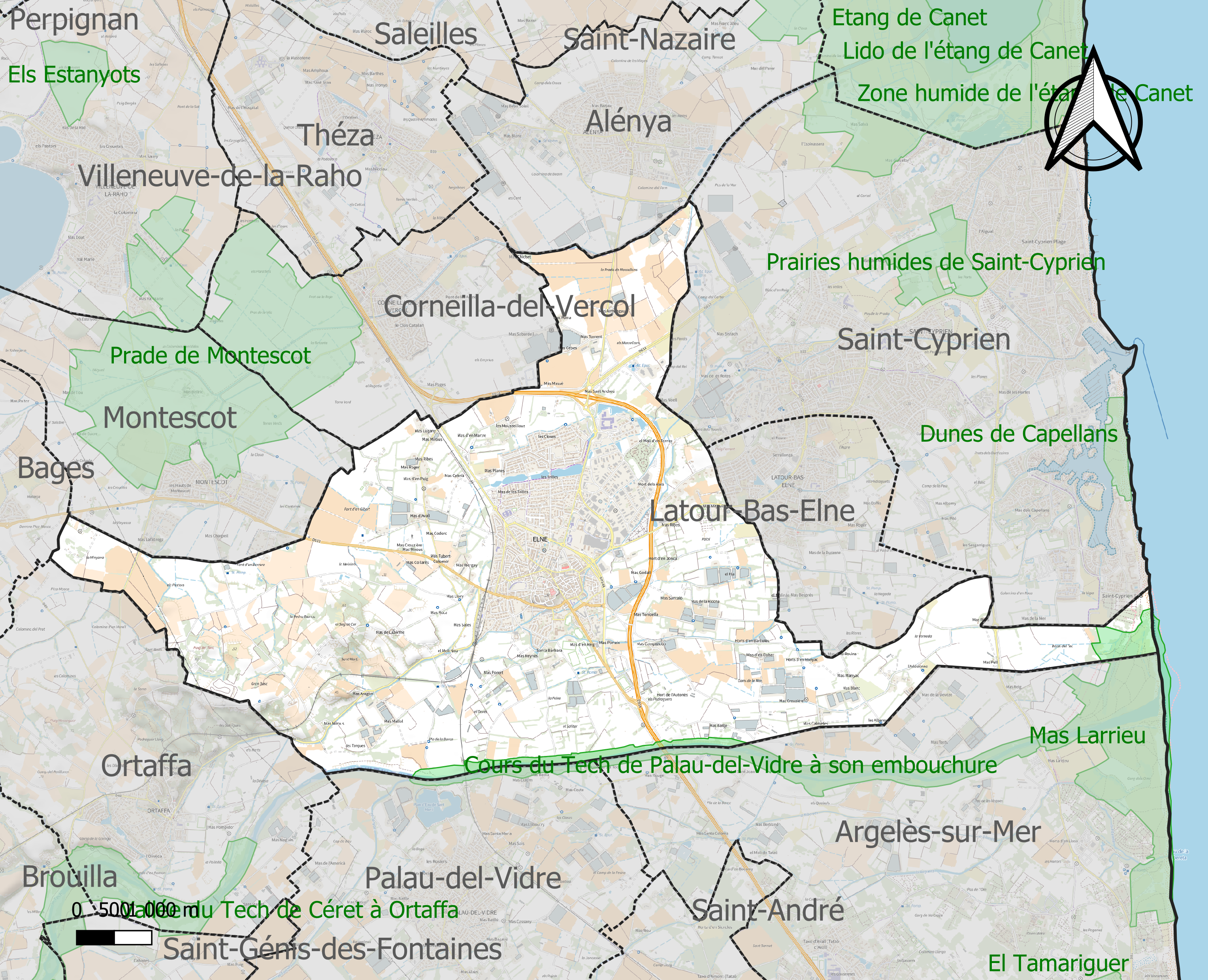
Carte des ZNIEFF de type 1 sur la commune.
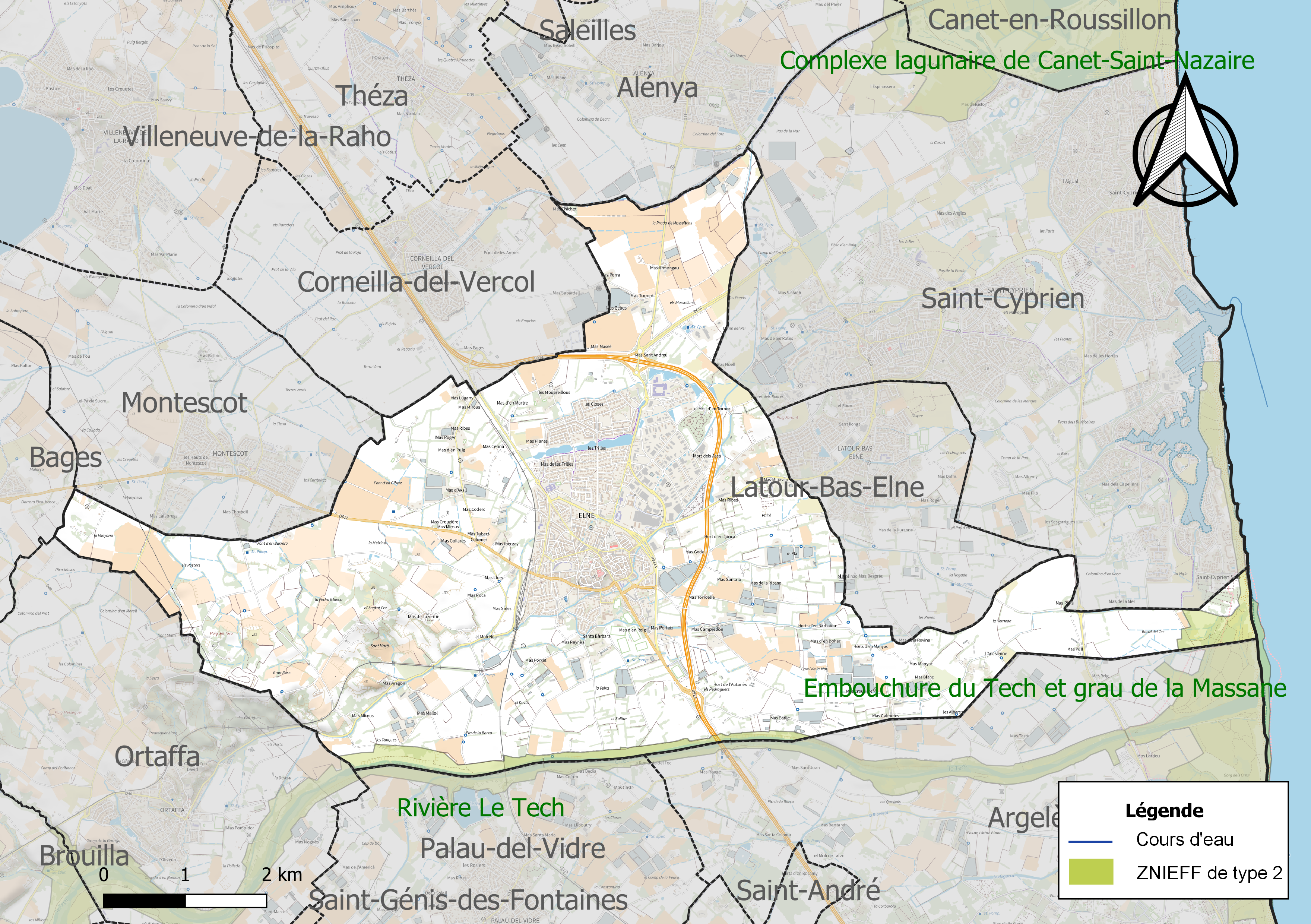
Carte des ZNIEFF de type 2 sur la commune.

## Urbanisme

### Typologie
Au 1er janvier 2024, Elne est catégorisée centre urbain intermédiaire, selon la nouvelle grille communale de densité à sept niveaux définie par l'Insee en 2022.
Elle appartient à l'unité urbaine de Saint-Cyprien, une agglomération intra-départementale regroupant quatorze  communes, dont elle est ville-centre,,. Par ailleurs la commune fait partie de l'aire d'attraction de Perpignan, dont elle est une commune de la couronne,. Cette aire, qui regroupe 118 communes, est catégorisée dans les aires de 200 000 à moins de 700 000 habitants,.
La commune, bordée par la mer Méditerranée, est également une commune littorale au sens de la loi du 3 janvier 1986, dite loi littoral. Des dispositions spécifiques d’urbanisme s’y appliquent dès lors afin de préserver les espaces naturels, les sites, les paysages et l’équilibre écologique du littoral, tel le principe d'inconstructibilité, en dehors des espaces urbanisés, sur la bande littorale des 100 mètres, ou plus si le plan local d’urbanisme le prévoit.

### Occupation des sols
L'occupation des sols de la commune, telle qu'elle ressort de la base de données européenne d’occupation biophysique des sols Corine Land Cover (CLC), est marquée par l'importance des territoires agricoles (84,8 % en 2018), en diminution par rapport à 1990 (90,5 %). La répartition détaillée en 2018 est la suivante : 
zones agricoles hétérogènes (62,3 %), cultures permanentes (22,6 %), zones urbanisées (9,4 %), zones industrielles ou commerciales et réseaux de communication (4,5 %), forêts (0,8 %), espaces ouverts, sans ou avec peu de végétation (0,3 %), eaux maritimes (0,1 %). L'évolution de l’occupation des sols de la commune et de ses infrastructures peut être observée sur les différentes représentations cartographiques du territoire : la carte de Cassini (XVIIIe siècle), la carte d'état-major (1820-1866) et les cartes ou photos aériennes de l'IGN pour la période actuelle (1950 à aujourd'hui).

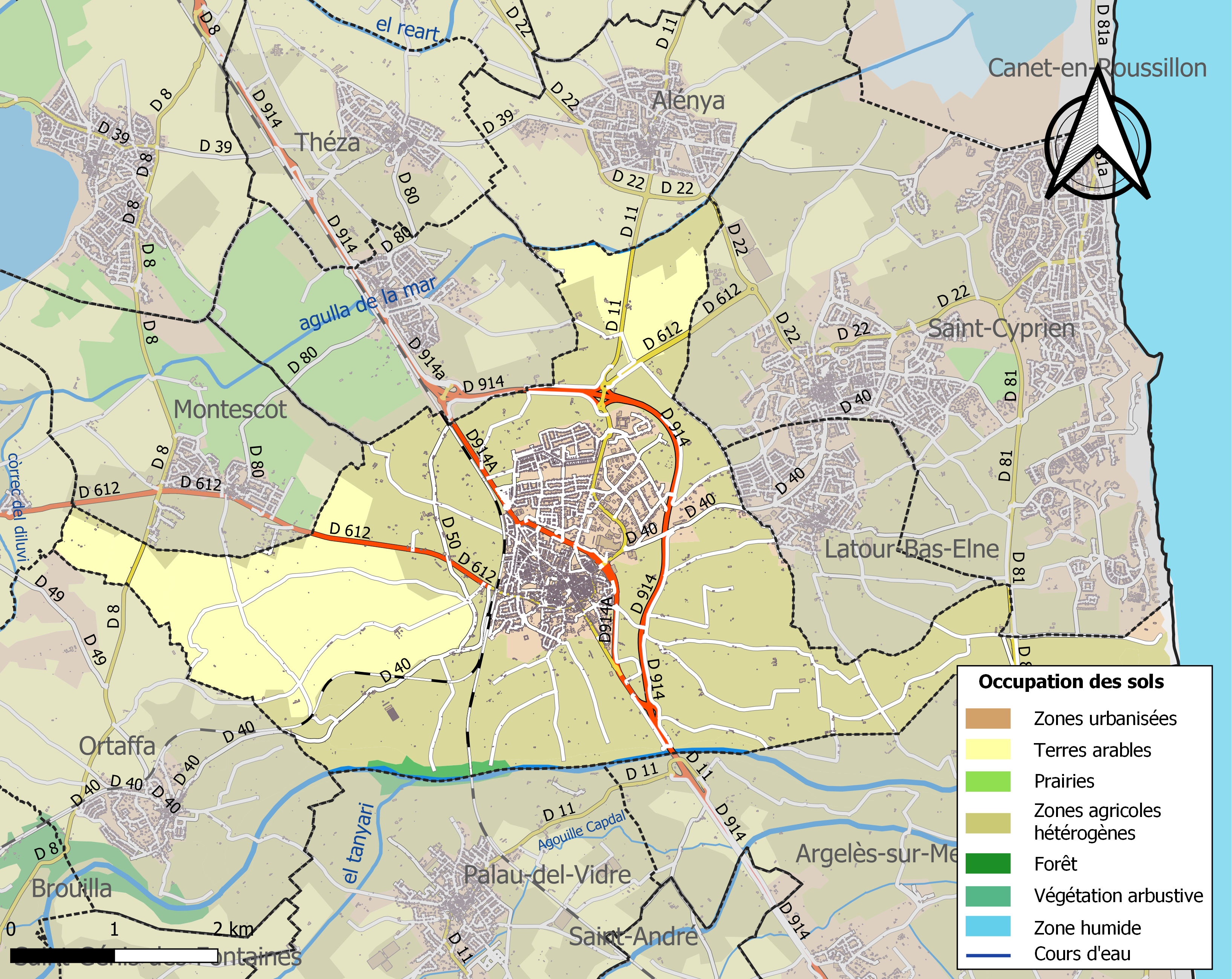
Carte des infrastructures et de l'occupation des sols de la commune en 2018 (CLC).

### Voies de communication et transports

#### Voies routières
- RD 914 : vers Perpignan au nord ou vers Argelès-sur-Mer et Collioure au sud.
- RD 612 : vers Thuir ou Saint-Cyprien.
- D 11 vers Alénya et Canet-en-Roussillon.
- D 40 vers Ortaffa et Brouilla.

#### Voies ferroviaires
La commune dispose d'une gare SNCF : 
- ligne TER Narbonne - Perpignan - Portbou et Avignon - Montpellier - Cerbère.
- liaison directe Paris-Austerlitz - Portbou via Toulouse (deux allers-retours quotidiens).
- liaison directe Strasbourg - Portbou et Luxembourg - Portbou (un aller-retour quotidien les week-ends et vacances scolaires).

#### Transports
De nombreuses lignes du réseau régional liO desservent la commune : la 540 reliant la gare de Perpignan à Cerbère ; la 543 reliant Saint-Cyprien à Argelès-sur-Mer ; la 544 reliant Saint-Cyprien à Millas ; la 574 reliant la gare de Perpignan à Latour-Bas-Elne ; la 576 reliant Elne à Théza.

### Risques majeurs
Le territoire de la commune d'Elne est vulnérable à différents aléas naturels : inondations, climatiques (grand froid ou canicule), mouvements de terrains et séisme (sismicité modérée). Il est également exposé à un risque technologique,  le transport de matières dangereuses,.

#### Risques naturels
Certaines parties du territoire communal sont susceptibles d’être affectées par le risque d’inondation par crue torrentielle de cours d'eau des bassins du Tech et du Réart. La commune fait partie du territoire à risques importants d'inondation (TRI) de Perpignan-Saint-Cyprien, regroupant 43 communes du bassin de vie de l'agglomération perpignanaise, un des 31 TRI qui ont été arrêtés le 12 décembre 2012 sur le bassin Rhône-Méditerranée. Des cartes des surfaces inondables ont été établies pour trois scénarios : fréquent (crue de temps de retour de 10 ans à 30 ans), moyen (temps de retour de 100 ans à 300 ans) et extrême (temps de retour de l'ordre de 1 000 ans, qui met en défaut tout système de protection). Du fait de son exposition marine, la commune est soumise également à un risque d'érosion moyen et de submersion marine, due à l'action conjuguée de la montée des eaux par surélévation du plan d’eau lors des tempêtes attaquant la côte et de l’action dynamique de la houle les personnes.
Les mouvements de terrains susceptibles de se produire sur la commune sont soit liés au retrait-gonflement des argiles, soit des effondrements liés à des cavités souterraines, soit de l'érosion littorale. Une cartographie nationale de l'aléa retrait-gonflement des argiles permet de connaître les sols argileux ou marneux susceptibles vis-à-vis de ce phénomène. L'inventaire national des cavités souterraines permet par ailleurs de localiser celles situées sur la commune.
Ces risques naturels sont pris en compte dans l'aménagement du territoire de la commune par le biais d'un plan de surfaces submersibles valant plan de prévention des risques.

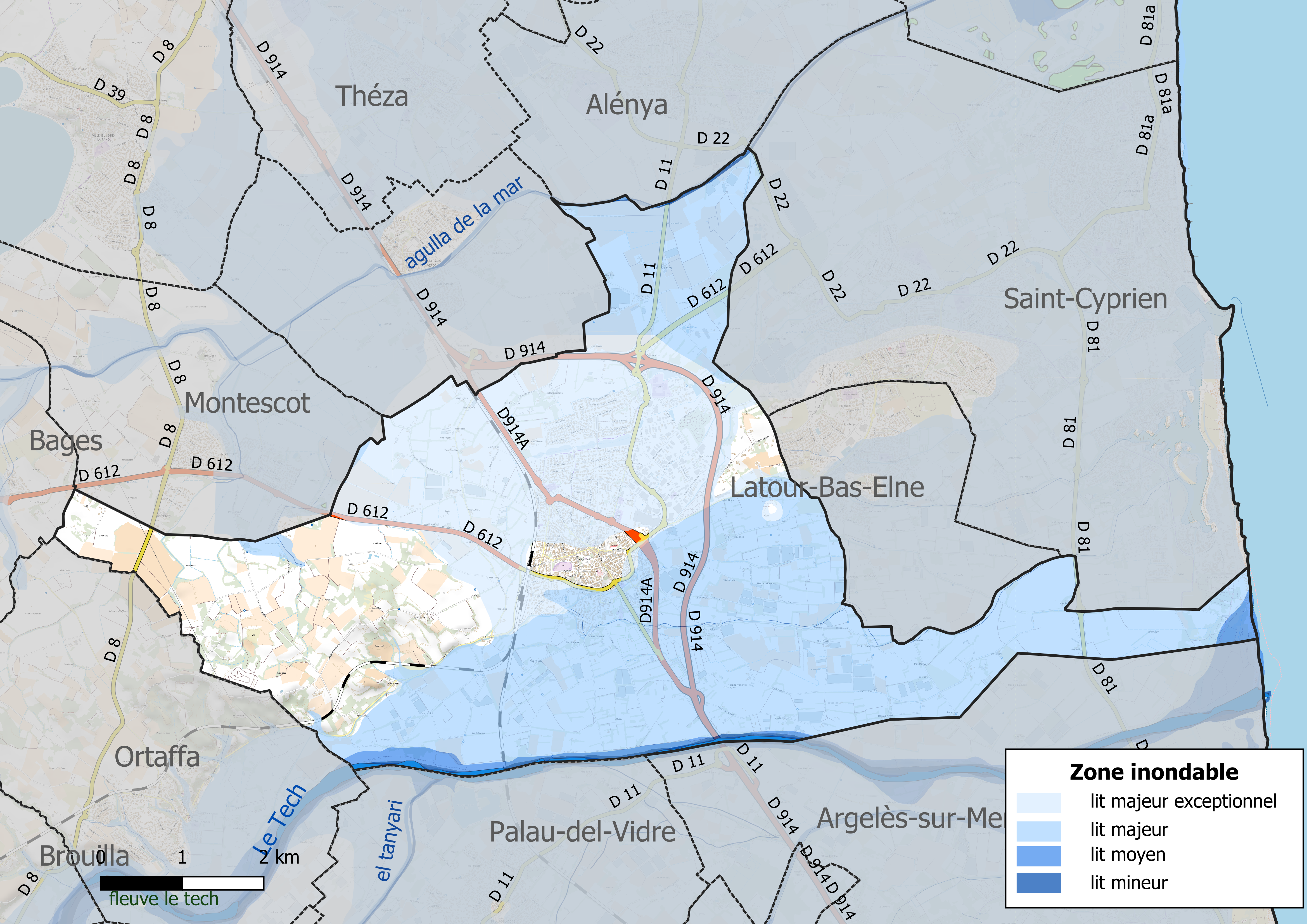
Carte des zones inondables.
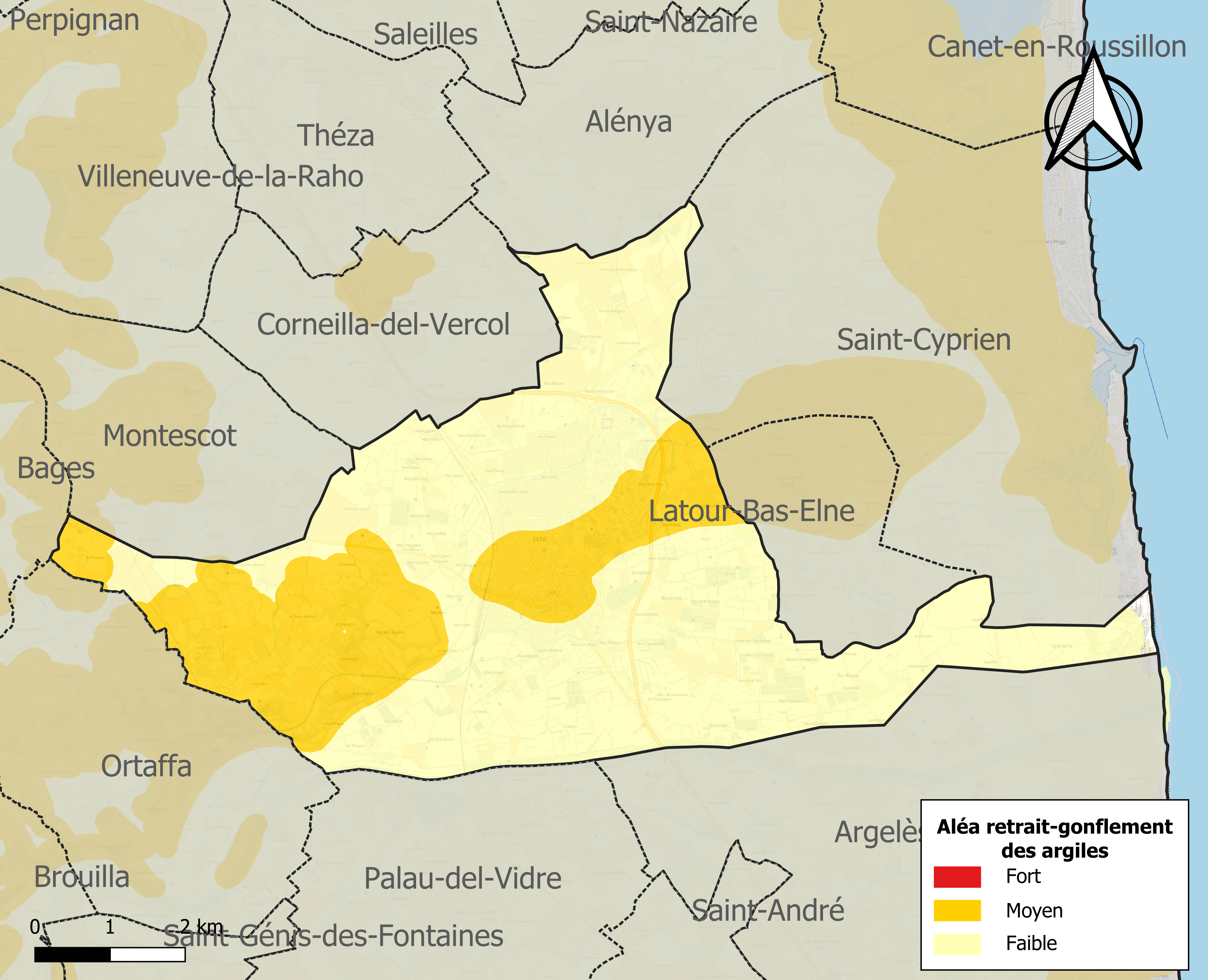
Carte des zones d'aléa retrait-gonflement des argiles.

#### Risques technologiques
Le risque de transport de matières dangereuses sur la commune est lié à sa traversée par une route à fort trafic et une ligne de chemin de fer. Un accident se produisant sur de telles infrastructures est en effet susceptible d’avoir des effets graves au bâti ou aux personnes jusqu’à 350 m, selon la nature du matériau transporté. Des dispositions d’urbanisme peuvent être préconisées en conséquence.

## Toponymie
Trois noms ayant des origines différentes sont attribués à Elne : Pyrène éventuellement, Illiberis (aux temps des Ibères) et Castrum Helenae devenu Elne progressivement. Elle doit son nom actuel au souvenir de l'impératrice Hélène, mère de Constantin Ier.

### Pyrène
Cette hypothèse de Pyrène comme plus ancien nom connu d'Elne est encore affichée dans le musée archéologique d'Elne. Elle est considérée par beaucoup d'auteurs comme périmée.[Qui ?]
Quatre textes antiques sont à l'origine de l'idée que « Pyrène » était peut-être le nom qui avait précédé les deux autres :
- un texte du savant grec Hérodote situe une cité (« polis » dans le texte en grec) de « Pyrène » vers les sources du Danube[44]. Mais la carte d'Europe qu'imaginait Hérodote a fait l'objet d'une reconstitution moderne; celle-ci montre l'hypothèse d'un Danube continu entre les Pyrénées où il naîtrait au milieu de sommets coulant ensuite vers le Nord comme le font l'Aude, l'Ariège et la Garonne, et comme le font certains affluents majeurs du Danube à partir de hauts sommets des Alpes. Un tel Pyrène serait par exemple vers Foix et non vers Elne ;
- un texte du poète latin Avienus vivant au IVe siècle, mais parlant du milieu du millénaire av. J.-C. Il parle d'une « cité à la riche destinée » aux confins du pays des Sordes et commerçant avec les Grecs de Marseille. Dans son poème il ne cite jamais Illiberis, alors qu'il cite Ruscino ;
- deux textes des auteurs romains Pline l'Ancien et Pomponius Mela citent Illiberis, au Ier siècle av. J.-C., comme une ville n'ayant plus sa splendeur passée. Ils ne font pas explicitement le lien avec une ville du nom de Pyrène.

Sur ces bases, certains auteurs[Qui ?] du milieu du XXe siècle ont fait l'hypothèse que le nom de Pyrène avait précédé celui d'Illiberis. Mais certains autres auteurs[Qui ?] ne les suivirent pas ; car Avienus mentionne, immédiatement après la riche cité, les échanges par mer avec Massilia. Ils ont préféré lui faire correspondre un port, non-identifié à ce jour.
Collioure est une autre localisation possible de ce Pyrène. Mais l’existence même d'une cité nommée Pyrène est contestée.

### Illiberis
Ce nom est attesté à partir du IIe siècle av. J.-C. ; il est cité par Tite-Live, qui indique qu'Hannibal Barca y a établi son campement en 218 av. J.-C. Illiberis semble alors un important oppidum. On a évoqué plus haut les deux autres citations antiques principales.
L'orthographe change selon les auteurs : le I initial peut aussi être un E, et la finale -is peut-être un a. Cette incertitude orthographique a permis de rapprocher ce nom d'autres noms latins de cités, très distantes les unes des autres. Il y a les anciens noms d'Auch, Elne, Grenade, Ilumberri (Espagne), Lumbers ; pour certains un m s'ajoute devant le b.
Le nom Illiberis lui-même pourrait signifier en ibéro-basque « ville nouvelle » de « iri » et « berri ». Cette interprétation faite[Où ?] par des linguistes réputés[Qui ?] depuis la 2e moitié du XIXe siècle a eu des défenseurs[Qui ?] pendant tout le XXe siècle. L'existence d'au moins 3 cités très distantes nommées « Illiberis » en latin était l'un de leurs arguments.
Une autre étude suppose que le nom pouvait signifier en langue celtique « colline allongée au milieu des limons ». Ceci correspond parfaitement à la géologie des lieux dans l'Antiquité selon des études reprises dans l'Atlas de Catalogne du Nord du professeur J. Becat. De plus il se trouve qu'Auch, Grenade, Ilumberri, Lumbers sont aussi des sites à collines en longueur avec des limons à leur pied. Les archéologues ont aussi prouvé qu'à la fin de l'âge du fer (VIIIe – IIe siècle av. J.-C., le site d'Illiberis constitue l'un des principaux oppida de la Celtique méditerranéenne. Enfin la syllabe lim ou lum de trois des noms cités les rapproche du nom de nombreux sites de Gaule où il y a des limons.

### Castrum Helenae
Entre 328 et 350, Illiberis changea de nom pour devenir Castrum Helenae. Un changement de nom de cité en vue est en général un acte politique : Illiberis est probablement renommé en l’honneur de la mère de l’empereur Constantin Ier (mort en 337), l'impératrice Hélène. Ce lien n'a jamais été attesté par un document d'origine. C'est une hypothèse qui apparaît dans des ouvrages du Haut Moyen Âge. Il y a comme arguments pour cette hypothèse :
- la présence hypothétique à Elne d'Anastasia, une demi-sœur de l'empereur Constantin Ier peut y avoir aidé[49].
- sans mention du nom de la ville entre la mort d'Hélène (328) et la première mention en 350, il n'est pas possible de dire quel empereur a pris une telle décision ; serait-ce Constantin Ier qui a voulu honorer sa mère, qu'il a très bien honorée par ailleurs, ou serait-ce l'un de ses trois fils qui voulut faire cela vis-à-vis de sa grand-mère ?
- une autre cause serait religieuse : la relation faite par les chrétiens entre cette Hélène et l'Invention de la Vraie Croix à Jérusalem, trouve son origine dans les années 327-328 quand Hélène était honorée comme une sorte d'impératrice-mère ; cette relation a participé à la sanctification d'Hélène plus tard. Hélène est devenue la source symbolique de l'évolution des empereurs vers la foi chrétienne. Elle est donc très honorée à l'époque des empereurs de la famille de Constantin Ier.

### Catalan
Le nom catalan d'Elne est Elna.

## Histoire

### La cité antique Illiberis
Des traces d'habitation remontent à la fin de l'âge du bronze. Des habitats antiques ont été identifiés par les archéologues.
Cependant au moment du passage d'Hannibal en -218, on ne sait pas si la ville est peuplée d'Ibères, ou des descendants des Sardones cités par « Avienus », qui étaient un des peuples celtiques. On sait seulement qu'Hannibal doit aller à Ruscino pour négocier avec les chefs gaulois son passage vers le Nord afin d'aller d'abord jusqu'au Rhône. Mais cela ne préjuge en rien d'une hiérarchie entre cités. Il était normal de négocier de proche en proche près des limites des territoires où on rentrait avec une armée (80 000 hommes, 20 000 chevaux, 37 éléphants) qui traversait sans combattre. D'ailleurs le fait qu'il ait installé le campement de son armée à côté d'Illiberis fait supposer que probablement il avait déjà négocié ce campement avant de descendre des Pyrénées avec une autorité d'Illiberis.
On peut aussi penser que, vu la taille de son armée, il a dû l'installer le long du Tech en amont d'Illiberis et/ou le long de la Massane. Une partie des territoires actuel d'Ortaffa, de Brouilla, de Palau-del-Vidre, de Saint-André, et d'Argelès-sur-Mer peut avoir été concernés, là où il n'y avait pas de marécages. Il y avait là la place de campement au bord des rivières pour l'eau nécessaire aux hommes et aux animaux, et de ce fait il y avait aussi des populations agricoles pouvant fournir de la nourriture, ainsi la présence de gibier dans les 3 grandes vallées des Albères toutes proches, et bien desservies probablement en prolongation de l'axe Salses-Ruscino-Illiberis.
Après la conquête romaine, Illiberis devient un important centre romain de la Gaule narbonnaise, dont on peut trouver de nombreux vestiges à la suite de fouilles archéologiques, une des deux principales villes du Roussillon avec Ruscino (aujourd'hui lieu-dit Château-Roussillon). La prospérité de la ville dure jusqu’au IVe siècle, sous le règne de l'empereur Constantin Ier ; sa famille y possède probablement une propriété.
D'ailleurs c'est à Castrum Helenae qu'alla se réfugier un fils de Constantin Ier, l'empereur romain Constant Ier, alors qu'il tentait de fuir vers l'Hispanie. Rattrapé par les assassins envoyés par l'usurpateur Magnence, ancien capitaine de sa propre garde impériale, il y est tué en 350. Le rapporteur de cet événement dit qu'il fut sorti de force du temple chrétien où il s'était réfugié.
L'existence d'un temple chrétien en 350 et le changement antérieur du nom de la ville pour un nom célébrant une femme, canonisée plus tard par l’Église catholique romaine peuvent être analysés comme deux indices importants d'une propagation du christianisme, au moins dans la cité d'Elne, dès la première moitié du IVe siècle. Il pourrait y avoir un lien entre le martyre d'Eulalie de Barcelone en 304 et la dédicace de la cathédrale qui pourrait venir de l'église paléo-chrétienne, que la cathédrale ait été construite sur l'église ou non.

### Un évêché médiéval
Après la chute de l'Empire romain en 476, les Wisigoths, maîtres de la région depuis les environs de 414, érigent la ville en siège épiscopal qui n'est attesté qu'en 571. Elne dut à ce privilège de siège épiscopal de pouvoir hériter du nom de « cité » - qui s'appliquait primitivement aux divisions administratives des provinces romaines - alors que Perpignan, sa rivale plus fortunée, ne fut jamais que « la ville ». La ville s'appelle alors Helenae. Le seigneur de la ville est l’évêque. Au XIe siècle, on édifia l’actuelle cathédrale Sainte-Eulalie-et-Sainte-Julie d'Elne (les saintes patronnes de la ville) en remplacement d'une église plus ancienne. Entre le XIIe et le XIIIe siècle, les chanoines firent construire le cloître, tandis que la ville renforçait ses murailles en 1150, devenant ainsi une importante place forte. De nombreux vestiges de murailles subsistent encore de nos jours.
L'évêché d'Elne a été le lieu d'une série de conciles, réunis dans la plaine de Toulouges, dits conciles de paix, car ils prenaient place dans le mouvement de la Paix de Dieu. Ces conciles sont également appelés conciles d'Elne / Toulouges ou tout simplement conciles de Toulouges. Le premier de ces conciles a été réuni par l'archevêque de Narbonne Guifred de Cerdagne en 1027 et c'est le premier à évoquer le concept de Trêve de Dieu, qui complète celui de Paix de Dieu. Des conciles se sont par la suite tenus dans la plaine de Toulouges en décembre 1041 et en 1065.

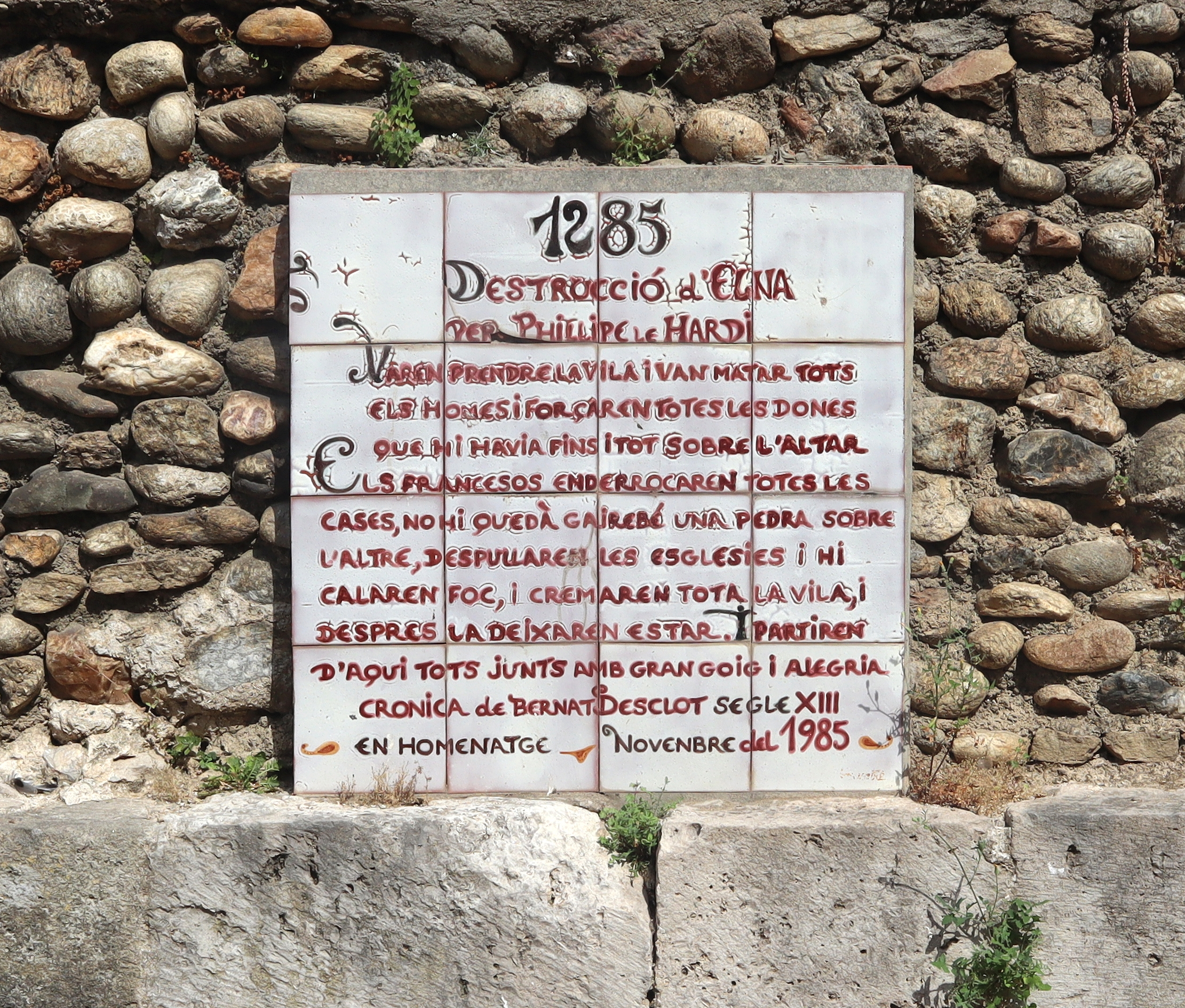
Plaque commémorative du massacre de 1285

Ville du royaume d'Aragon, Elne subit au cours de son histoire de nombreux assauts. Le 25 mai 1285, lors de la croisade d'Aragon, la ville tomba lors d'un siège mené par Philippe III le Hardi, roi de France, qui força les portes de la cathédrale et massacra les habitants. Elle fut également assiégée au XIVe siècle par Pierre III d'Aragon[Information douteuse].
Après l'annexion du Roussillon par Louis XI, Elne se souleva contre les Français et fut à nouveau assiégée et prise en décembre 1474, et son capitaine Bernard d'Oms décapité. Cependant, comme le reste du Roussillon, la ville fut restituée à l'Aragon en 1493.
L'importance grandissante de la ville voisine de Perpignan, à partir du XIIIe siècle, commença à faire de l'ombre à Elne. Les évêques se mirent à résider plus souvent à Perpignan qu'à Elne, et en 1602 le transfert de résidence fut officialisé par le pape Clément VIII, bien qu'à l'heure actuelle encore, l'évêque résidant à Perpignan se nomme évêque d'Elne et de Perpignan.

### Elne moderne et contemporaine
Après le traité des Pyrénées de 1659 qui fixait la frontière aux Pyrénées, les murailles de la ville furent détruites, ce qui ne fit qu’accentuer son déclin. Il reste à l'heure actuelle quelques pans des murailles médiévales, ainsi que trois portes qui étaient par le passé des entrées de la ville. Elne deviendra par la suite un modeste bourg à prédominance agricole (vigne, fruits et légumes) et gardera néanmoins des traces de sa gloire passée au travers de vestiges tant romains que médiévaux.
Au XXe siècle, comme de nombreuses villes de la région (Collioure notamment), Elne fut un centre artistique important. Aristide Maillol y séjourna : son Pomone sert de mémorial de la Seconde Guerre mondiale. Étienne Terrus y avait un atelier où, avec Henri Matisse et André Derain, il lança le mouvement du fauvisme.
En 1939, en raison de la guerre civile espagnole, fut fondée la Maternité suisse d'Elne dans le château d'En Bardou, initialement pour accueillir des jeunes mères espagnoles fuyant le franquisme. Fondée par l'infirmière de la Croix-Rouge suisse Élisabeth Eidenbenz, elle resta en activité pendant la Seconde Guerre mondiale, accueillant également des mères juives et tziganes. Plus de 600 enfants y sont nés avant d'être cachés, jusqu'à la fermeture du site par la Gestapo en 1944. La maternité est maintenant un musée et des livres (Les Enfants d’Elisabeth de Hélène Legrais, et en catalan La maternitat d’Elna d’Assumpta Montella) et bientôt un film (Las Madres de Elna de Manuel Huerga) relatent ces faits.
Le régime de Vichy applique sa politique rapidement, y compris dans le domaine du symbolique. C’est ainsi que, s’appuyant sur des dispositions remontant aux derniers mois de la Troisième République, il impose la débaptisation de rues dont le nom ne concorde pas avec ses valeurs, notamment celles évoquant l’Angleterre (anglophobie), les Juifs (antisémitisme), le communisme etc. La rue Voltaire est ainsi débaptisée alors que les valeurs du régime sont honorées à travers les nouveaux noms d’Oran (allusion à la grandeur de la France coloniale et peut-être par anglophobie en rappelant l’attaque de Mers el-Kébir), de Weygand, encore un soutien du régime en 1941, et à Frédéric-Mistral dont les valeurs traditionnelles sont partagées par le régime.
À proximité de Perpignan et des plages de la Côte Vermeille, Elne est aujourd'hui un centre touristique relativement important : tous les ans, plus de 70 000 visiteurs viennent découvrir la vieille ville (cathédrale, cloître, musée Terrus) et la maternité suisse. Même si l'activité agricole est moins présente sur la commune, elle dispose d'une zone d'activités, d'un marché animé et des services publics de base (trésorerie, gare SNCF, collège, gendarmerie...). Ces dernières années, à la suite de l'aménagement d'un contournement bien au-delà de la route nationale qui la traversait auparavant, la ville a commencé à s'étendre de manière notable vers le nord, selon un plan d'urbanisation comprenant des lotissements résidentiels et de petits ensembles locatifs.
Le 1er janvier 2014, la commune a intégré la Communauté de communes des Albères et de la Côte Vermeille.

### Rôle d'Elne dans le Référendum de 2017 sur l'indépendance de la Catalogne
C'est à Elne qu'ont été réceptionnées et cachées les urnes qui ont servi au Référendum de 2017 sur l'Indépendance de la Catalogne. L'entreprise chinoise Smart Dragon Ballot Expert y a livré 10 000 urnes trois semaines avant le jour du référendum. Des équipes de passeurs se sont relayées ensuite pour les faire passer clandestinement en Espagne.
Par ailleurs, c'est aussi à Elne, à l'imprimerie Salvador, qu'ont été imprimés les bulletins de vote du même référendum.

## Politique et administration

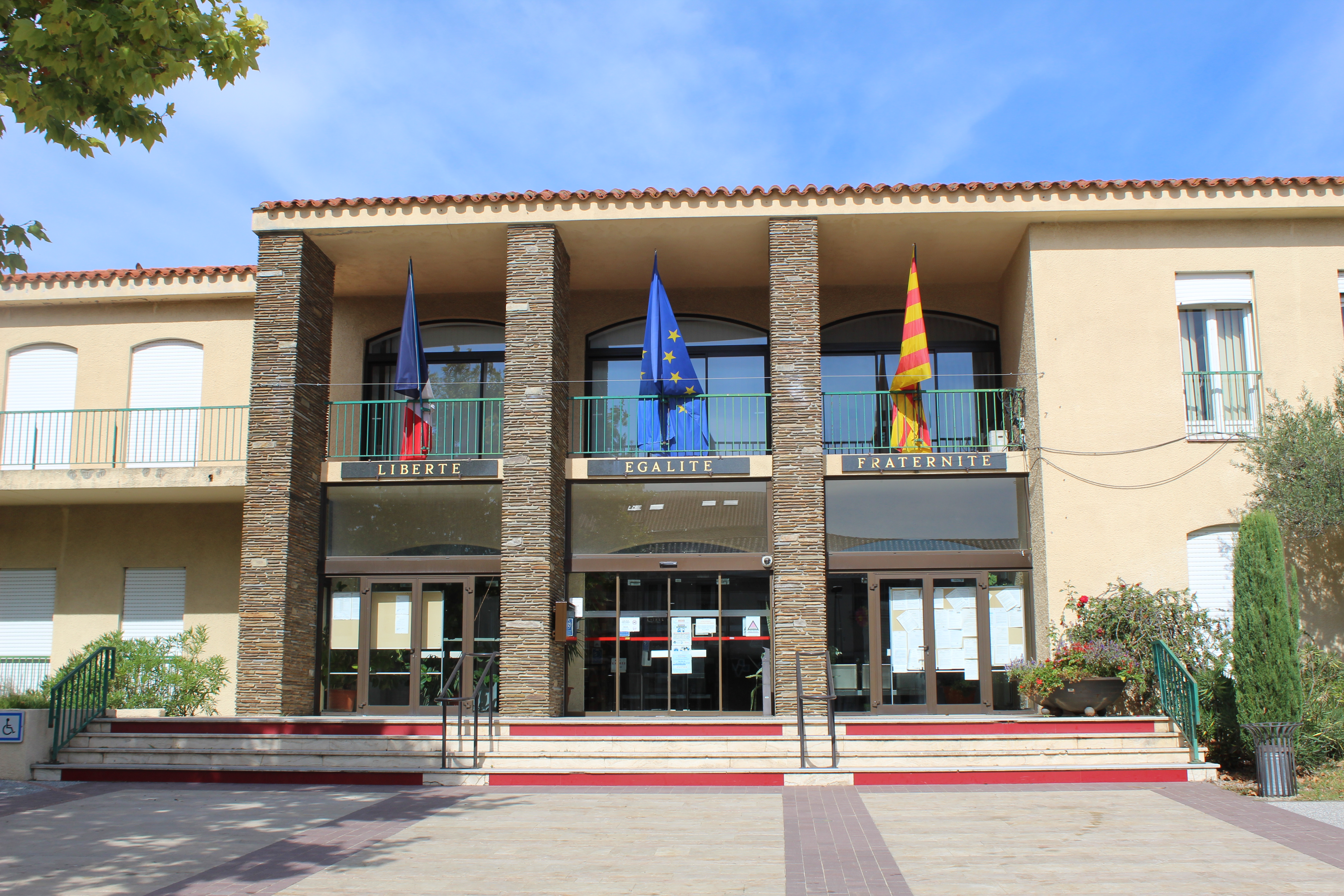
La mairie d'Elne.

### Liste des maires
| Période        | Période        | Identité          | Étiquette    | Qualité |
| -------------- | -------------- | ----------------- | ------------ | --- |
| 1792           | 1793           | V. Commes         |              | |
| 1793           | 1796           | B. Palloure       |              | |
| 1796           | 1798           | S. Casals         |              | |
| 1798           | 1799           | A. Carrère        |              | |
| 1799           | 1800           | F. Daudiès        |              | |
| 1800           | 1801           | F. Castelnau      |              | |
| 1801           | 1801           | J. Cazellas       |              | |
| 1801           | 1808           | H. Durand         |              | |
| 1808           | 1815           | J. Delaris-Cambel |              | |
| 1815           | 1815           | H. Durand         |              | |
| 1815           | 1817           | J. Calmettes      |              | |
| 1817           | 1821           | Th. Carrère       |              | |
| 1821           | 1826           | J. Cazals         |              | |
| 1826           | 1830           | A. Calmettes      |              | |
| 1830           | 1834           | J. Delaris        |              | |
| 1834           | 1835           | A. Traby          |              | |
| 1835           | 1837           | A. Montariol      |              | |
| 1837           | 1838           | J. Durand         |              | |
| 1838           | 1846           | J. Delaris        |              | |
| 1846           | 1848           | J. Gasch          |              | |
| 1848           | 1850           | J. Delaris        |              | |
| 1850           | 1851           | R. Jph Carrère    |              | |
| 1851           | 1862           | J. Delhom         |              | |
| 1862           | 1867           | M. Besse          |              | |
| 1867           | 1870           | F. Traby          |              | |
| 1870           | 1870           | F. Capeille       |              | |
| 1870           | 1874           | François Ramonet  |              | |
| 1874           | 1878           | M. Besse          |              | |
| 1878           | 1908           | François Ramonet  |              | |
| 1908           | 1919           | J. Cavaillé       |              | |
| 1919           | 1920           | P. Capeille-Amiel |              | |
| 1920           | 1921           | A. Bousquet       |              | |
| 1921           | 1935           | J. Carrère        |              | |
| 1935           | 1940           | L. Marcerou       |              | |
| 1940           | 1944           | J. Astruc         |              | |
| 1944           | 1944           | J. Padritge       |              | |
| 1944           | 1944           | A. Jonca          |              | |
| 1944           | 1945           | J. Parent         |              | |
| 1945           | 1953           | Jean Baillette    |              | |
| mai 1953       | mars 1965      | Henri Roger       |              | |
| mars 1965      | juin 1995      | Narcisse Planas   | PCF puis DVG | Artisan serrurier Conseiller général du canton de Perpignan-4 (1976 → 1982) Conseiller général du canton d'Elne (1982 → 2001)                         |
| juin 1995      | mars 2001      | Joseph Bringé     | app. RPR     | |
| mars 2001      | mars 2014      | Nicolas Garcia    | PCF          | Journaliste Conseiller départemental du canton de la Plaine d'Illibéris (2015 → )                                                                     |
| mars 2014      | 5 juillet 2020 | Yves Barniol      | DVD          | |
| 5 juillet 2020 | En cours       | Nicolas Garcia    | PCF          | Journaliste Secrétaire départemental du PCF des Pyrénées-Orientales (2008-2020) Conseiller départemental du canton de la Plaine d'Illibéris (2015 → ) |

### Jumelages
Elne est jumelée avec Castelló d'Empúries dans la Communauté autonome de Catalogne, dans la comarca de l'Alt Empordà, en Espagne.

## Population et société

### Démographie ancienne
La population est exprimée en nombre de feux (f) ou d'habitants (H).
| 1358  | 1365  | 1378  | 1424  | 1470  | 1515  | 1553  | 1643 | 1709  |
| ----- | ----- | ----- | ----- | ----- | ----- | ----- | ---- | ----- |
| 430 f | 430 f | 397 f | 162 f | 254 f | 281 f | 173 f | 31 f | 214 f |

| 1720  | 1730  | 1767    | 1774    | 1789  | 1790    | - | - | - |
| ----- | ----- | ------- | ------- | ----- | ------- | - | - | - |
| 250 f | 227 f | 1 290 H | 1 403 H | 350 f | 1 536 H | - | - | - |

Notes :
- 1553 : pour la ville seule ;
- 1774 : pour Elne et Saint-Martin-de-Moussille.

### Démographie contemporaine
L'évolution du nombre d'habitants est connue à travers les recensements de la population effectués dans la commune depuis 1793. Pour les communes de moins de 10 000 habitants, une enquête de recensement portant sur toute la population est réalisée tous les cinq ans, les populations de référence des années intermédiaires étant quant à elles estimées par interpolation ou extrapolation. Pour la commune, le premier recensement exhaustif entrant dans le cadre du nouveau dispositif a été réalisé en 2008.

En 2022, la commune comptait 9 479 habitants, en évolution de +7,96 % par rapport à 2016 (Pyrénées-Orientales : +3,92 %, France hors Mayotte : +2,11 %).
| 1793  | 1800  | 1806  | 1821  | 1831  | 1836  | 1841  | 1846  | 1851  |
| ----- | ----- | ----- | ----- | ----- | ----- | ----- | ----- | ----- |
| 1 196 | 1 309 | 1 804 | 1 961 | 2 093 | 2 229 | 2 260 | 2 538 | 2 524 |

| 1856  | 1861  | 1866  | 1872  | 1876  | 1881  | 1886  | 1891  | 1896  |
| ----- | ----- | ----- | ----- | ----- | ----- | ----- | ----- | ----- |
| 2 462 | 2 486 | 2 800 | 2 698 | 2 764 | 3 103 | 3 237 | 3 233 | 3 303 |

| 1901  | 1906  | 1911  | 1921  | 1926  | 1931  | 1936  | 1946  | 1954  |
| ----- | ----- | ----- | ----- | ----- | ----- | ----- | ----- | ----- |
| 3 551 | 3 500 | 3 527 | 3 374 | 3 661 | 4 046 | 4 097 | 4 347 | 5 091 |

| 1962  | 1968  | 1975  | 1982  | 1990  | 1999  | 2006  | 2008  | 2013  |
| ----- | ----- | ----- | ----- | ----- | ----- | ----- | ----- | ----- |
| 5 744 | 5 892 | 6 017 | 6 177 | 6 262 | 6 410 | 7 325 | 7 579 | 8 450 |

| 2018  | 2022  | - | - | - | - | - | - | - |
| ----- | ----- | - | - | - | - | - | - | - |
| 9 103 | 9 479 | - | - | - | - | - | - | - |

Récemment[Quand ?], et de manière accélérée depuis la construction du contournement d'Elne de la route nationale allant de Perpignan vers Argelès-sur-Mer, Collioure et l'Espagne (RD914), la ville a commencé à s'étendre vers le nord au travers de nouveaux quartiers principalement résidentiels, ce qui laisse augurer à la fois une augmentation de la population et un rajeunissement de celle-ci, les nouvelles maisons étant souvent habitées par de jeunes couples. Une nouvelle école primaire a donc été construite, le groupe scolaire Françoise-Dolto.
| selon la population municipale des années : | 1968 | 1975 | 1982 | 1990 | 1999 | 2006 | 2009 | 2013 |
| Rang de la commune dans le département      | 4    | 6    | 8    | 12   | 12   | 11   | 10   | 8    |
| Nombre de communes du département           | 232  | 217  | 220  | 225  | 226  | 226  | 226  | 226  |

### Manifestations culturelles et festivités
- Fête patronale  et communale : 10 décembre[78] ;
- Marchés : lundi, mercredi et vendredi[78].

### Sports
- Clubs de rugby à XV : 
  - le Stade Illibérien, qui a évolué en 1re division en 1930-1931 et 1931-1932
  - la Jeunesse Sportive Illibérienne, évoluant en Fédérale 3.

## Économie

### Revenus
En 2018, la commune compte 3 912 ménages fiscaux, regroupant 9 038 personnes. La médiane du revenu disponible par unité de consommation est de 18 090 € (19 350 € dans le département). 36 % des ménages fiscaux sont imposés (42,1 % dans le département).

### Emploi
|                | 2008   | 2013   | 2018   |
| -------------- | ------ | ------ | ------ |
| Commune        | 11,4 % | 14,5 % | 14,6 % |
| Département    | 10,3 % | 12,9 % | 13,3 % |
| France entière | 8,3 %  | 10 %   | 10 %   |

En 2018, la population âgée de 15 à 64 ans s'élève à 5 440 personnes, parmi lesquelles on compte 72,4 % d'actifs (57,8 % ayant un emploi et 14,6 % de chômeurs) et 27,6 % d'inactifs,. Depuis 2008, le taux de chômage communal (au sens du recensement) des 15-64 ans est supérieur à celui de la France et du département.
La commune fait partie de la couronne de l'aire d'attraction de Perpignan, du fait qu'au moins 15 % des actifs travaillent dans le pôle,. Elle compte 2 802 emplois en 2018, contre 2 607 en 2013 et 2 637 en 2008. Le nombre d'actifs ayant un emploi résidant dans la commune est de 3 222, soit un indicateur de concentration d'emploi de 87 % et un taux d'activité parmi les 15 ans ou plus de 54,2 %.
Sur ces 3 222 actifs de 15 ans ou plus ayant un emploi, 1 116 travaillent dans la commune, soit 35 % des habitants. Pour se rendre au travail, 83,3 % des habitants utilisent un véhicule personnel ou de fonction à quatre roues, 2,5 % les transports en commun, 9,5 % s'y rendent en deux-roues, à vélo ou à pied et 4,7 % n'ont pas besoin de transport (travail au domicile).

### Revenus de la population et fiscalité
En 2010, le revenu fiscal médian par ménage était de 21 968 €.

## Culture locale et patrimoine

### Monuments et lieux touristiques

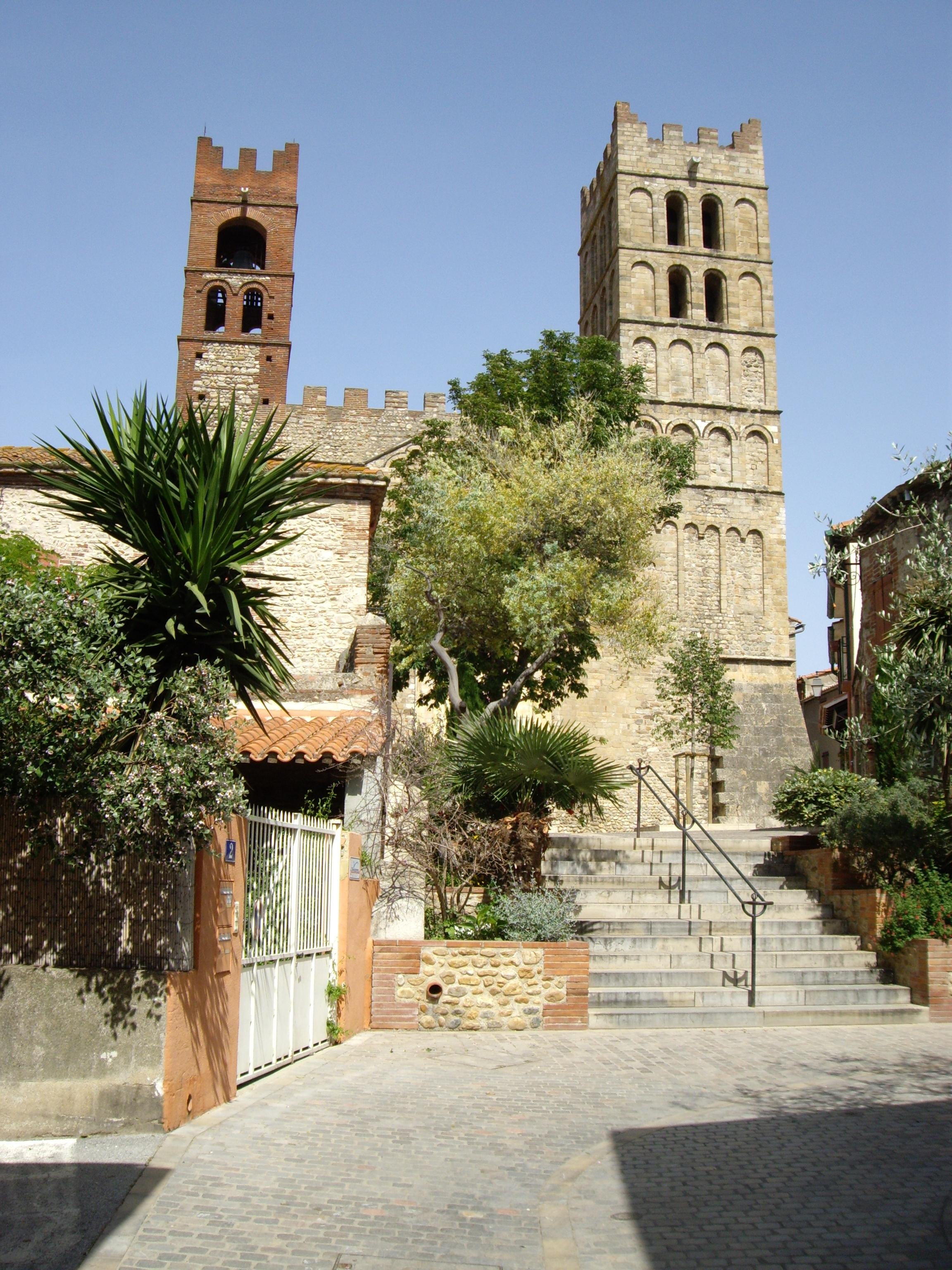
Cathédrale Sainte-Eulalie-et-Sainte-Julie.

Historiquement, Elne était divisée en ville haute et ville basse. Chacune avait son enceinte fortifiée, dont les vestiges actuels (tours, portes et courtines sur lesquelles se sont appuyées les maisons) remontent aux XIIIe et XIVe siècles. La ville basse fut probablement la première à être occupée, et son sol a livré de nombreuses traces d'occupation (époques préhistorique, romaine, haut Moyen Âge). La ville haute est occupée par la cathédrale Sainte-Eulalie-et-Sainte-Julie et son cloître qui forment un remarquable ensemble médiéval.
- La cathédrale Sainte-Eulalie-et-Sainte-Julie ( Classé MH (1840, Cloître) ;  Classé MH (1875, Église))[79]. De nombreux objets sont référencés dans la base Palissy (voir les notices liées)[79]. Construite du XIe et XIIe siècle ;
- Le cloître ( Classé MH (1840)), construit du XIIe au XIVe siècle, et résidence des chanoines de la cathédrale ;
- L'église Sainte-Eugénie de Tresmals, église romane ;
- Église Saint-Martin de la Riba ;
- Église Sainte-Marie de Mossellons ;
- Ancienne église Saint-Jacques d'Elne, devenu une boulangerie ;
- Chapelle Sant-Jordi d'Elne ;
- L'arcade de la rue Constantin ( Inscrit MH (1972)), du XVIe siècle ;
- La porte de Balagué ( Inscrit MH (1972)), un élément des  anciennes fortifications ;
- La porte de Collioure ( Inscrit MH (1931)), autre élément des fortifications ;
- La porte de Perpignan ( Inscrit MH (1931)), autre élément des fortifications ;
- Le musée exposant les vestiges préhistoriques et romains de la ville, dans les bâtiments autour du cloître.;
- Le musée consacré au peintre Étienne Terrus, ami de Henri Matisse, à côté de la cathédrale ;
- Le Tropique du papillon, une pépinière et un parc zoologique exclusivement habité de nombreuses variétés de papillons ;
- La maternité suisse ou château d'En Bardou ( Inscrit MH (2013)) où accouchèrent de nombreuses femmes réfugiées pendant la guerre d'Espagne ;
- Le monument aux morts, sculpté par Aristide Maillol.

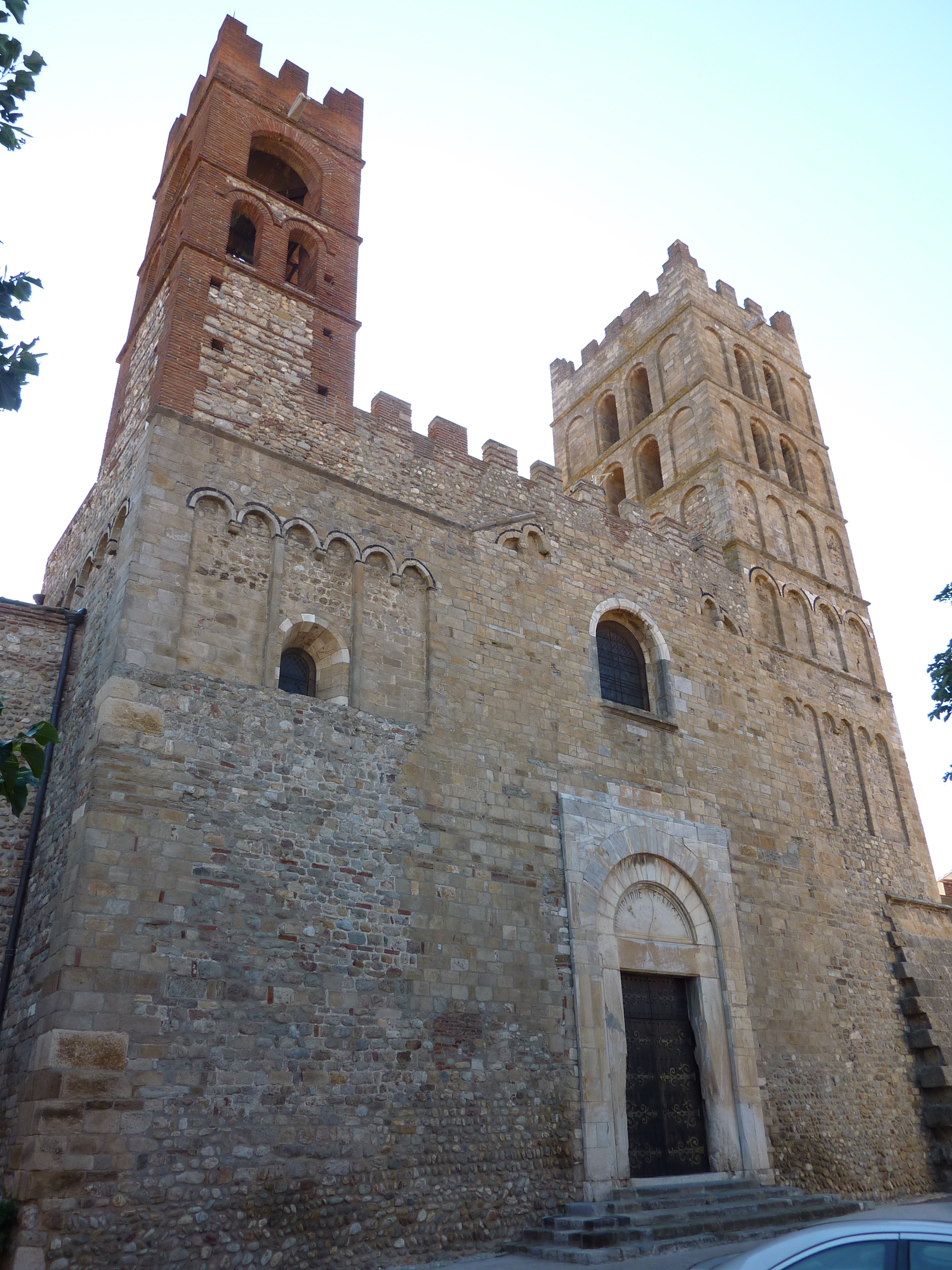
Façade de la cathédrale.
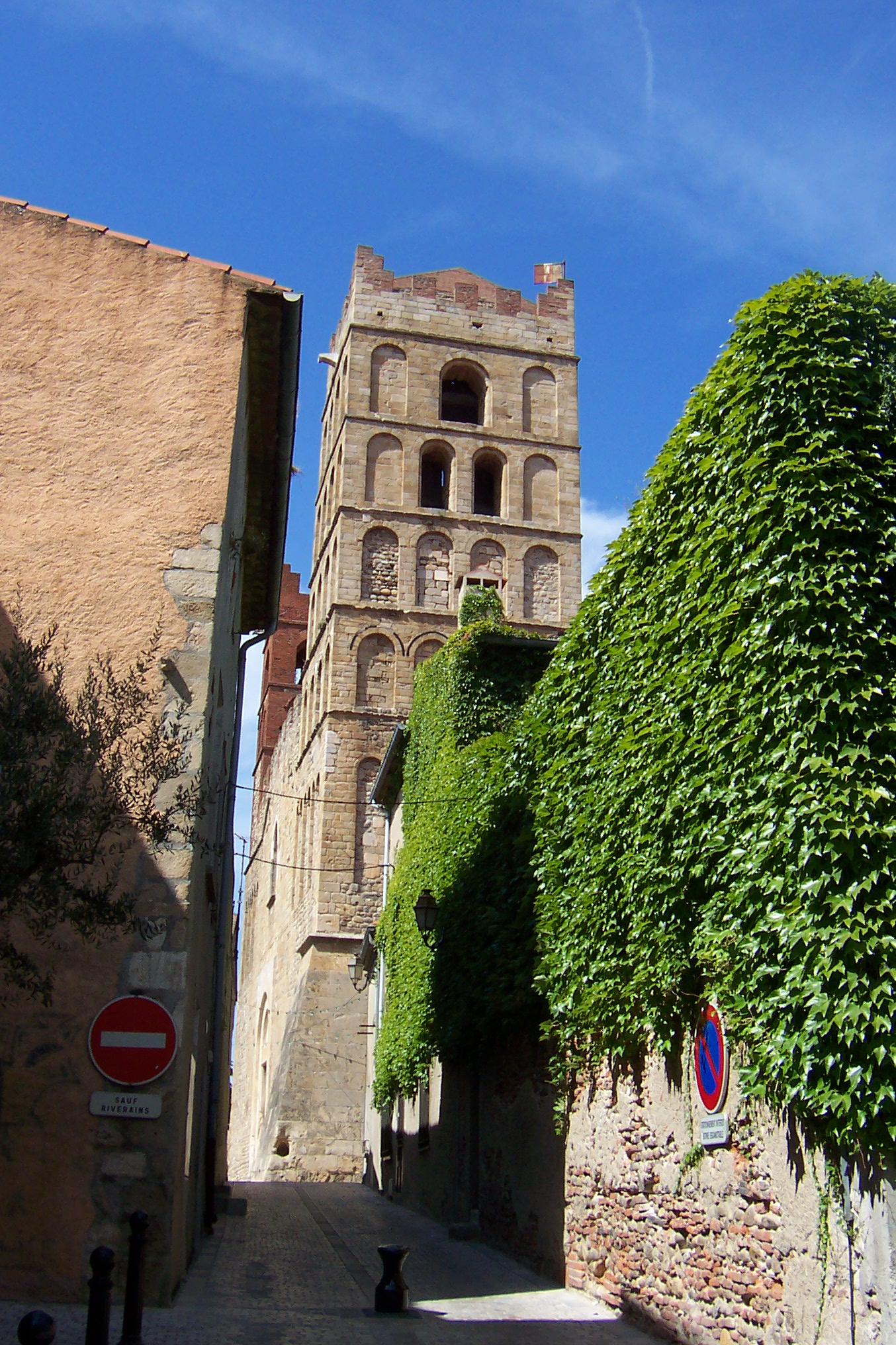
Clocher de la cathédrale.
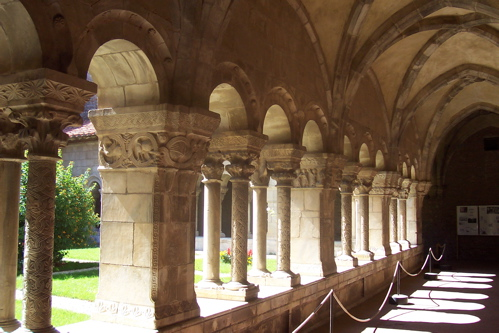
Galerie nord du cloître.
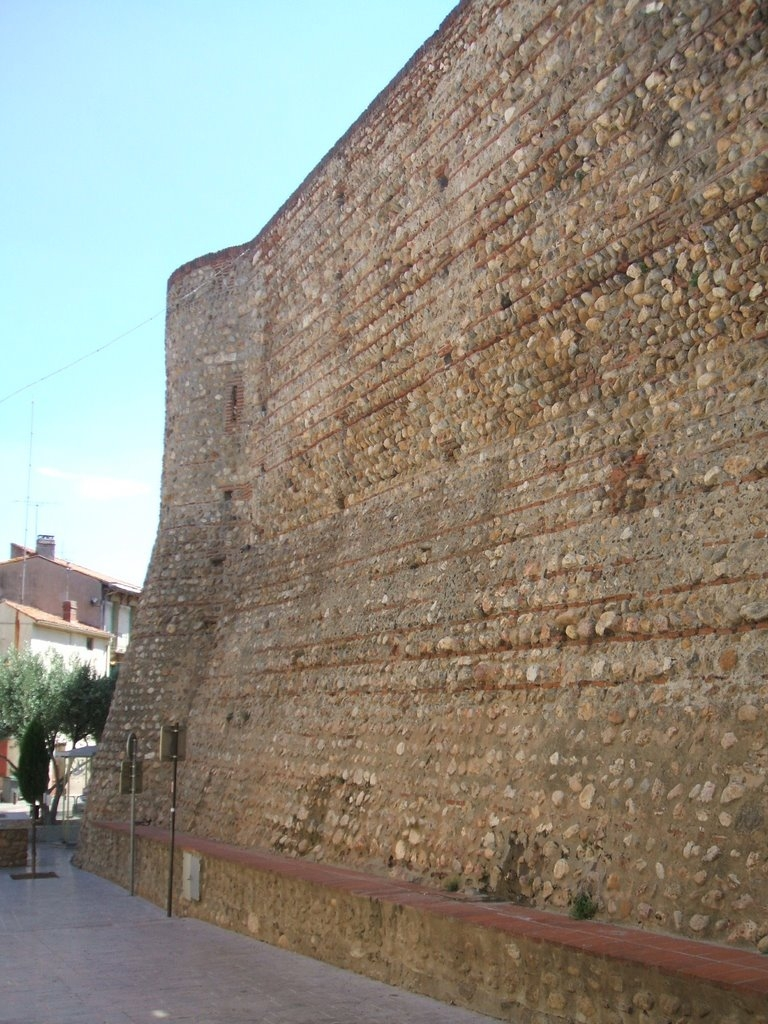
Fortifications de la ville haute.
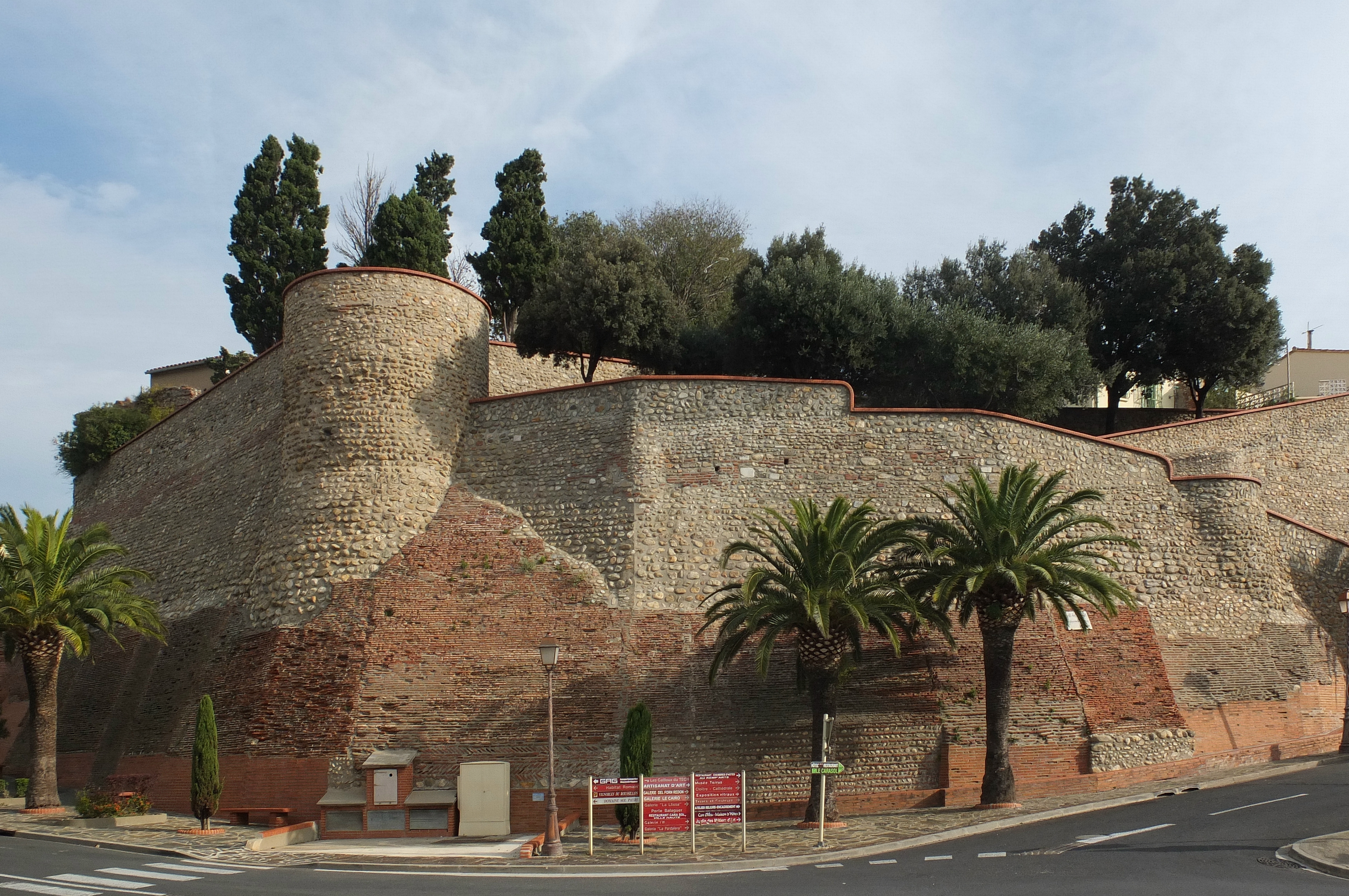
Muraille.
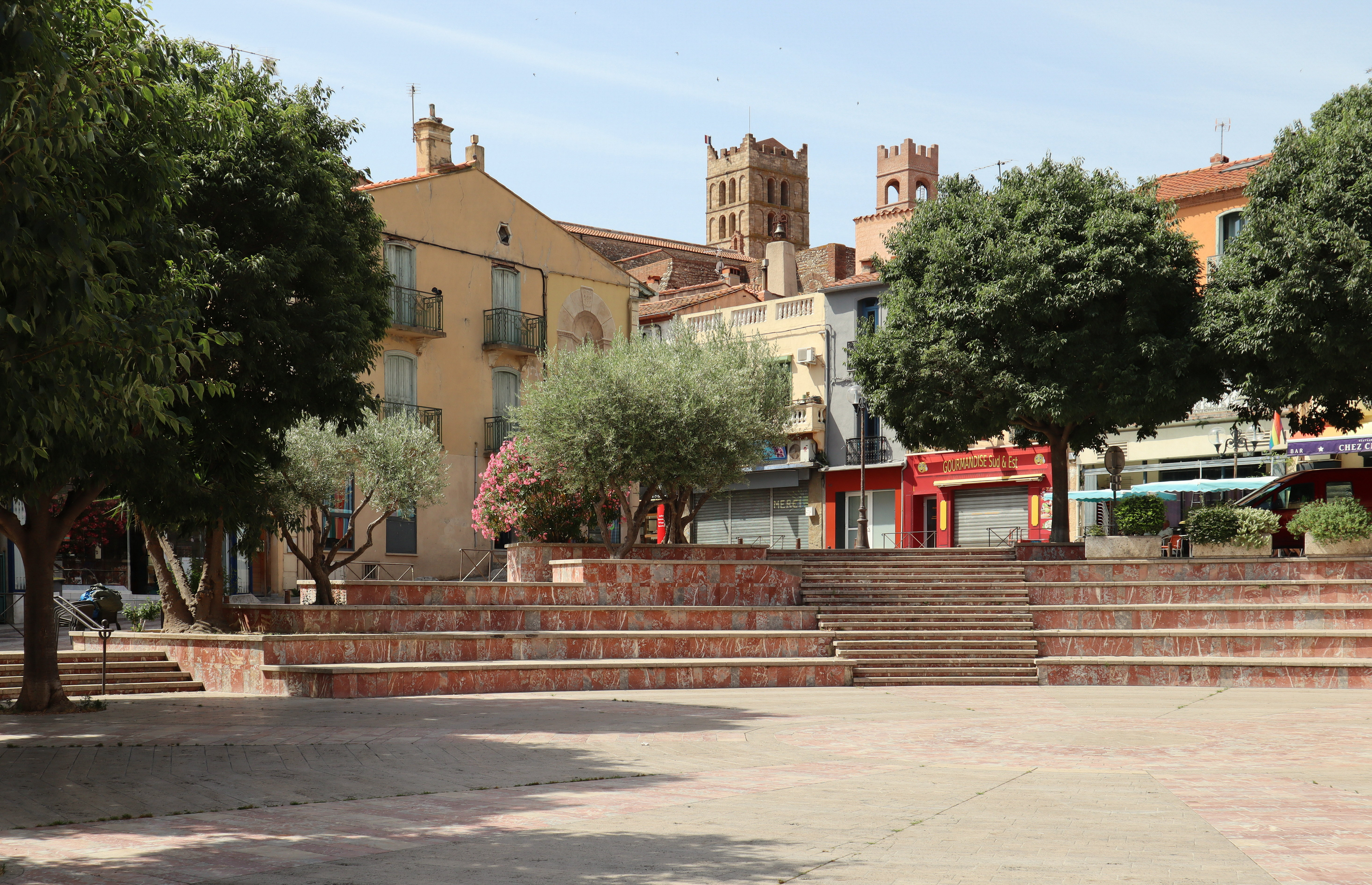
Place de la République.jpg.
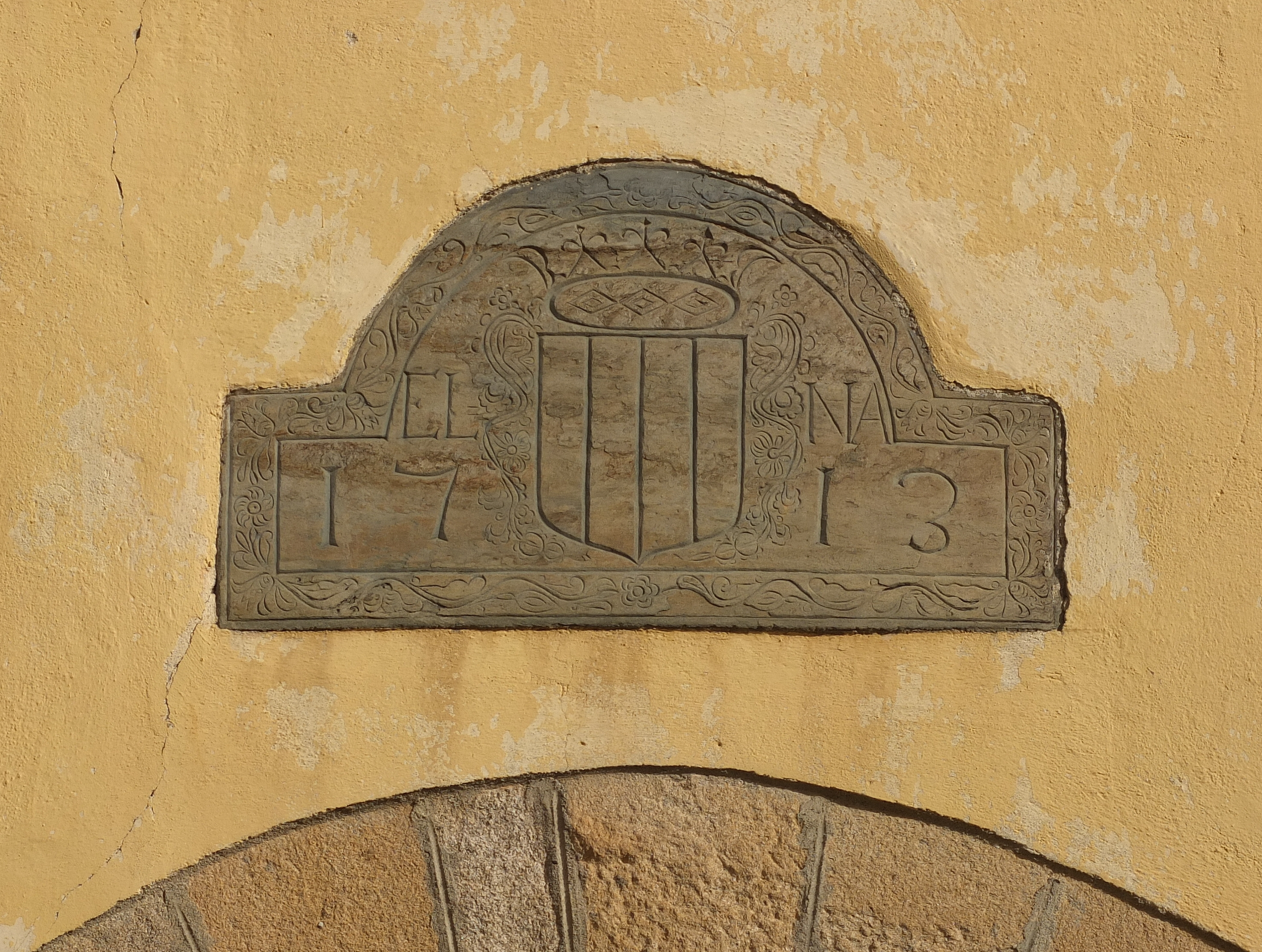
Place de l'Hospice : plaque gravée.
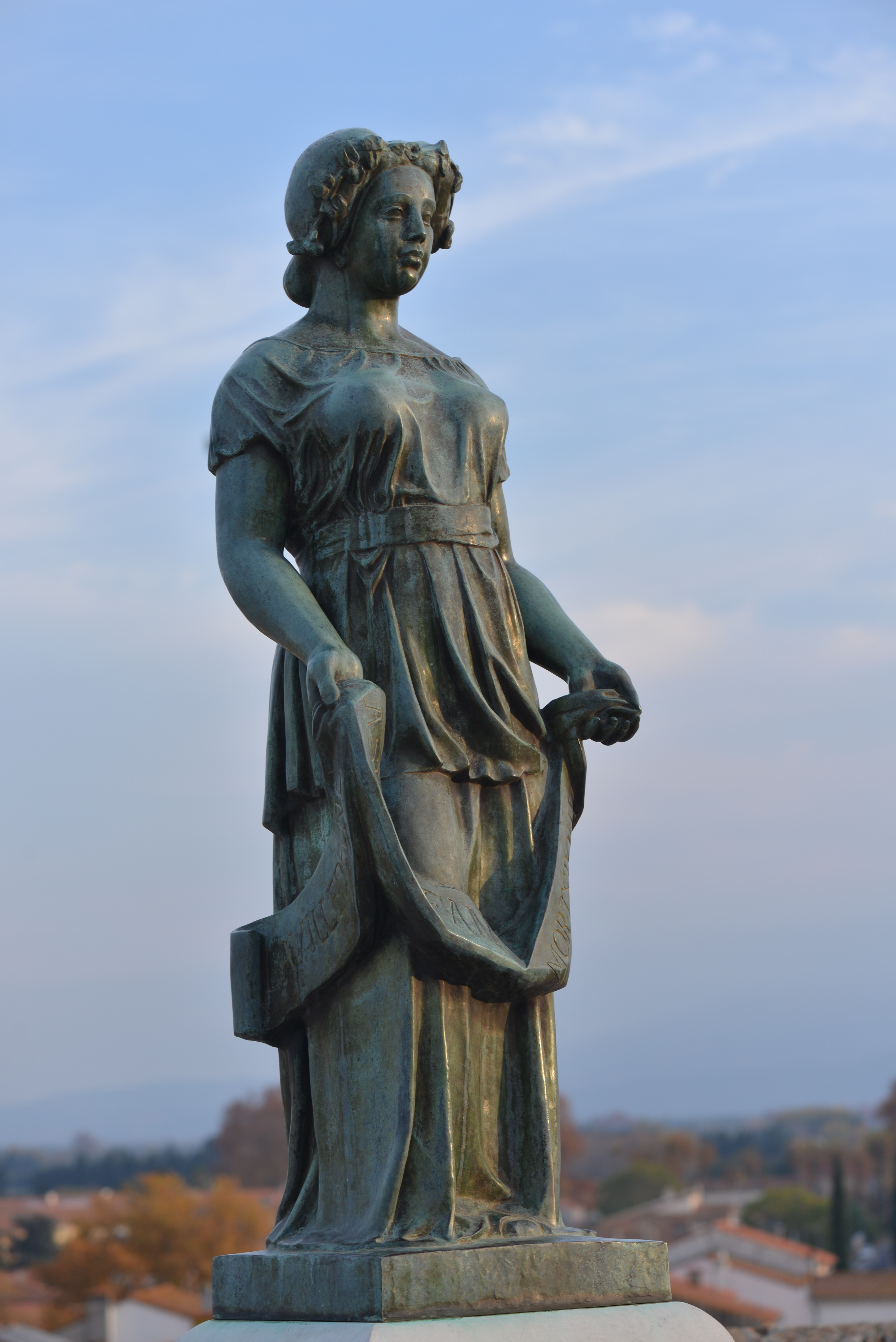
Monument aux morts sculpté par Aristide Maillol.
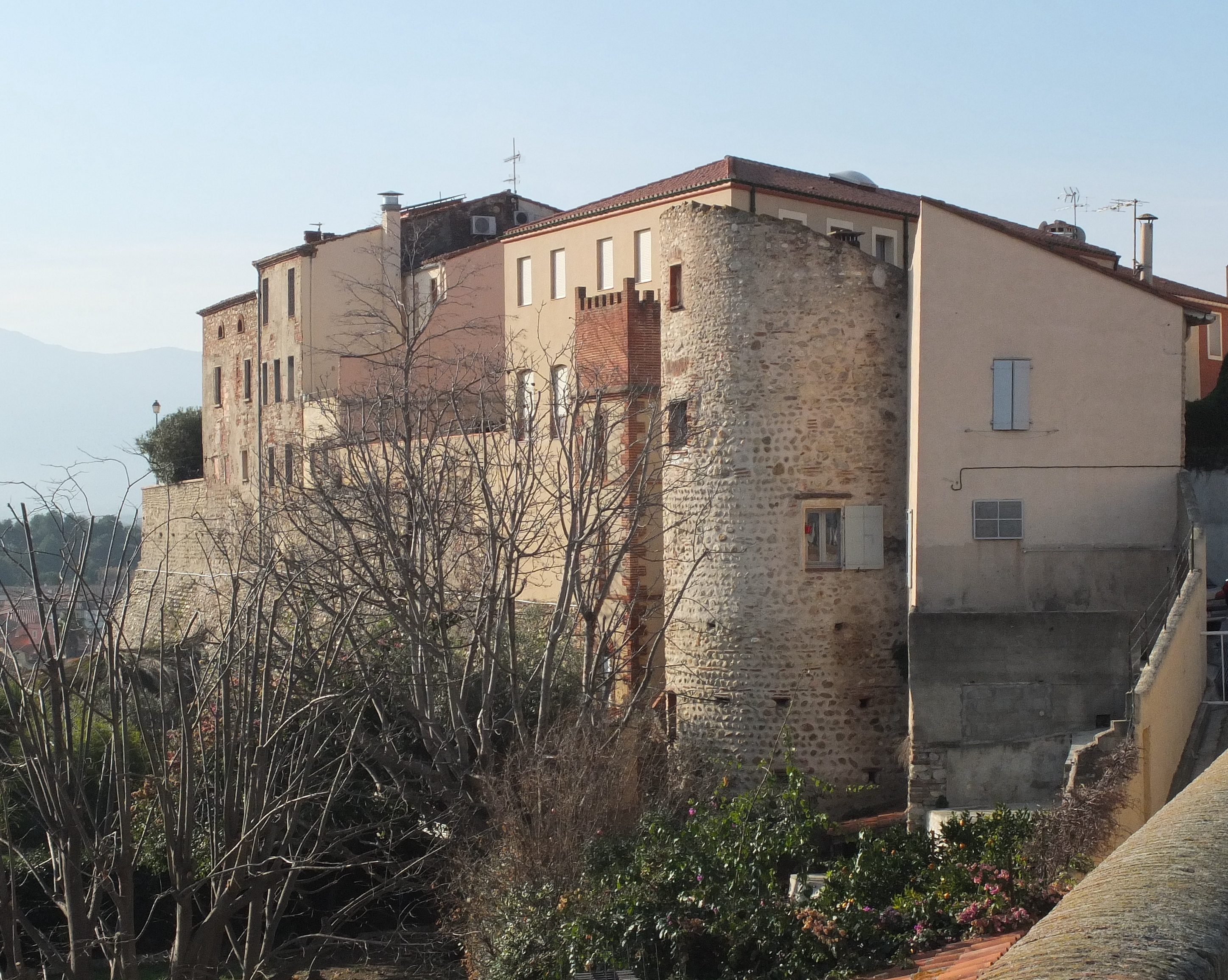
Ville haute (Boulevard Illiberis).
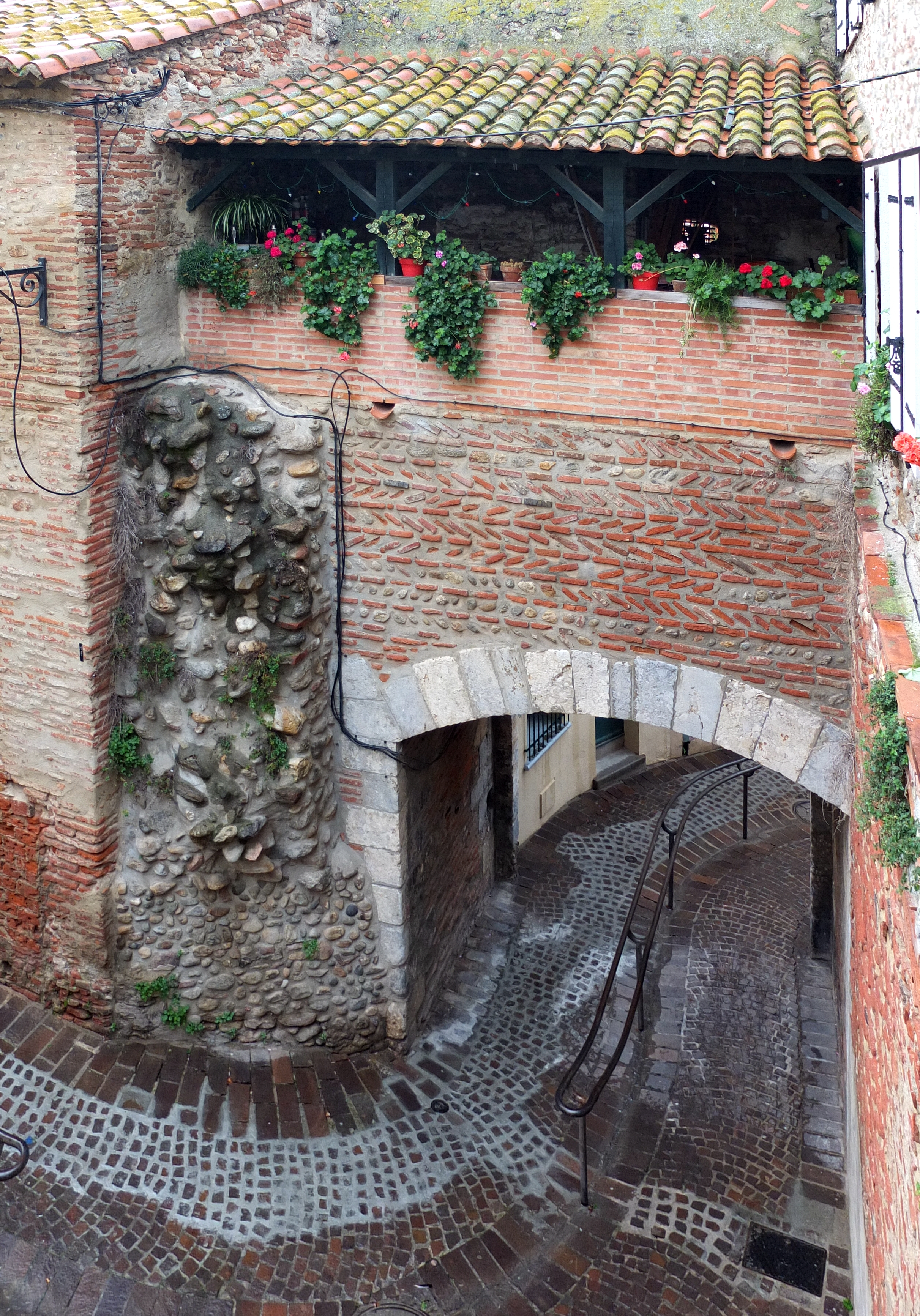
Portalet entre ville haute et ville basse (vue ville haute).
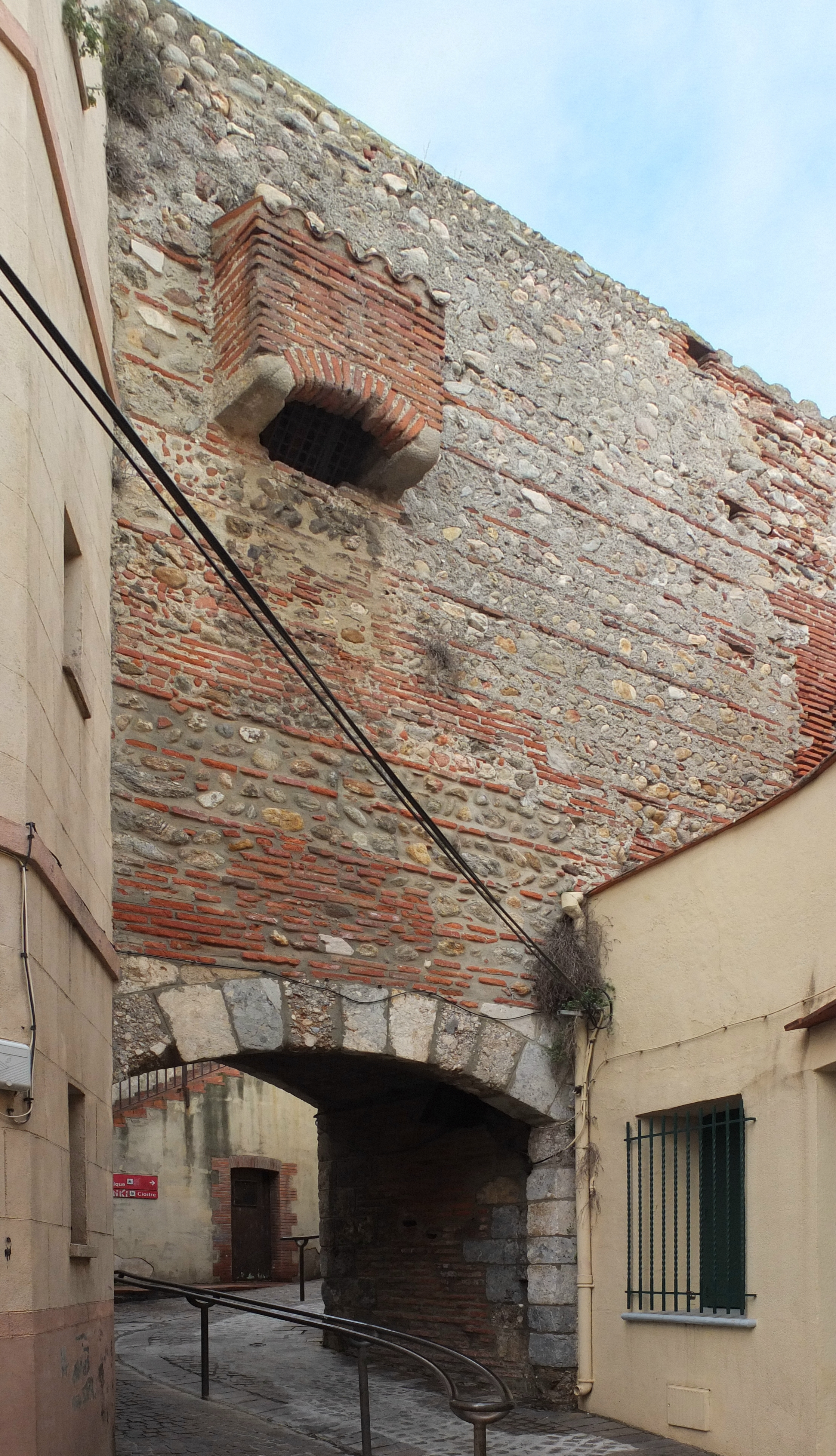
Portalet (vue ville basse).
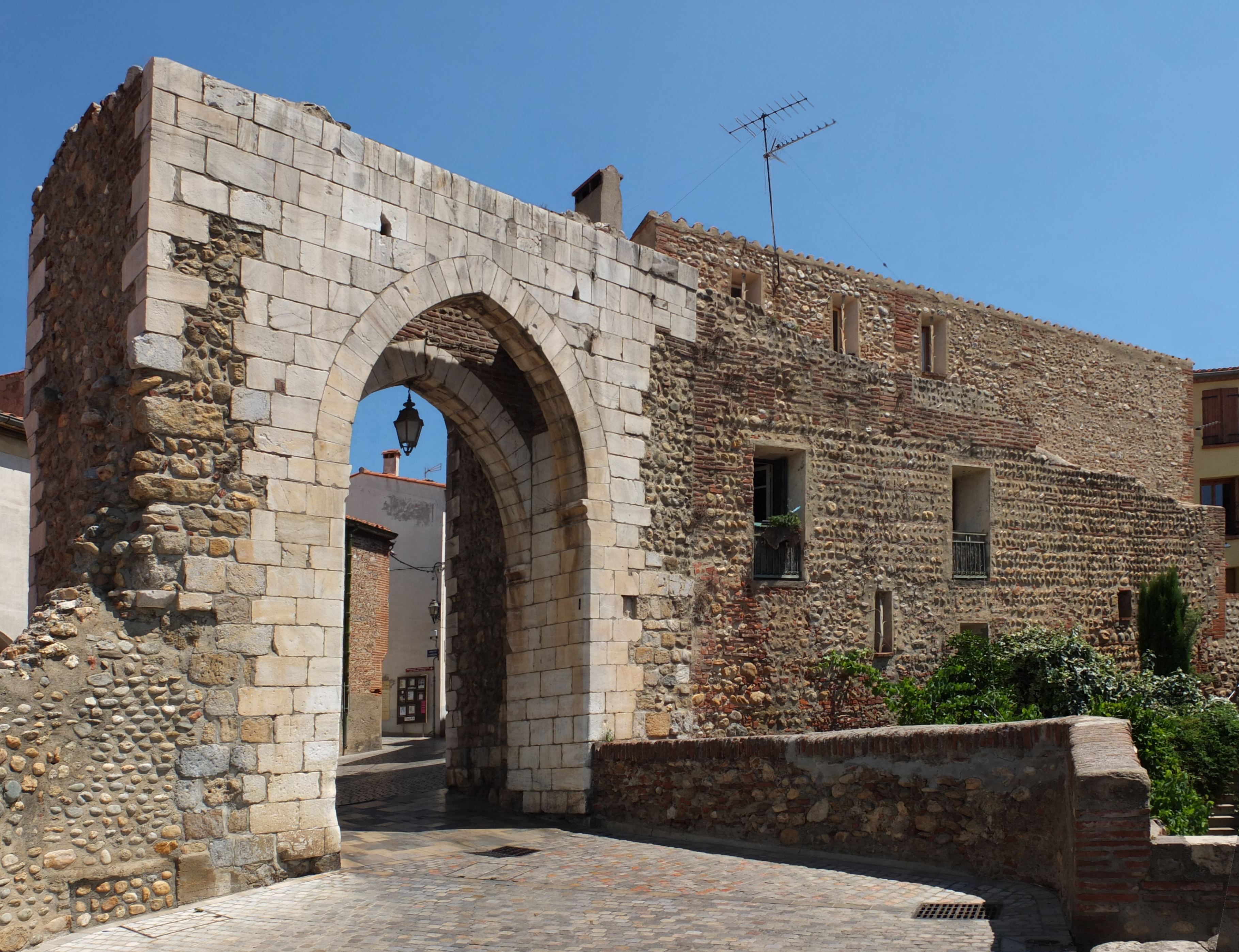
Porte de Balagué.
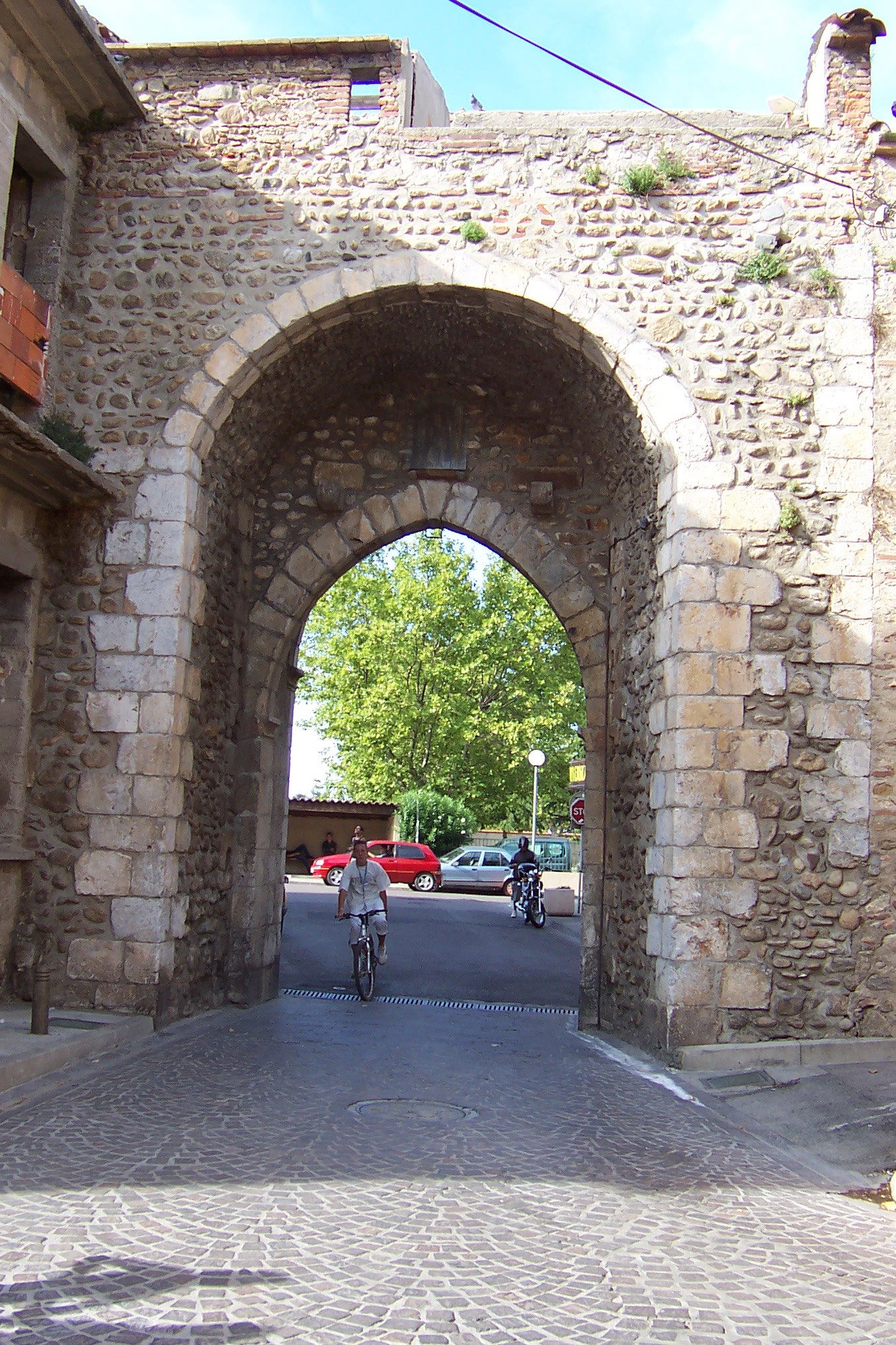
Porte de Perpignan (vue sud).
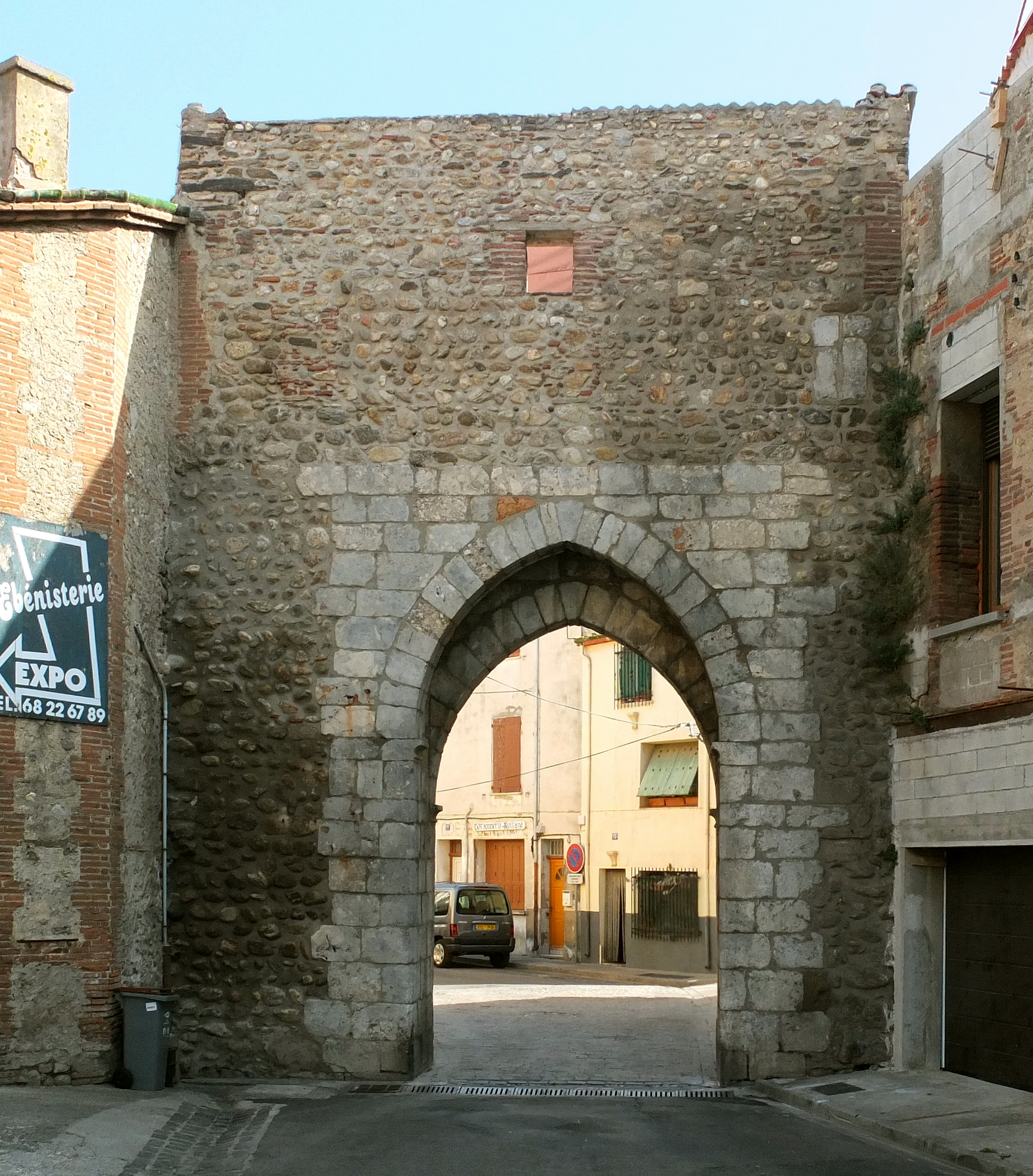
Porte de Perpignan (vue nord).
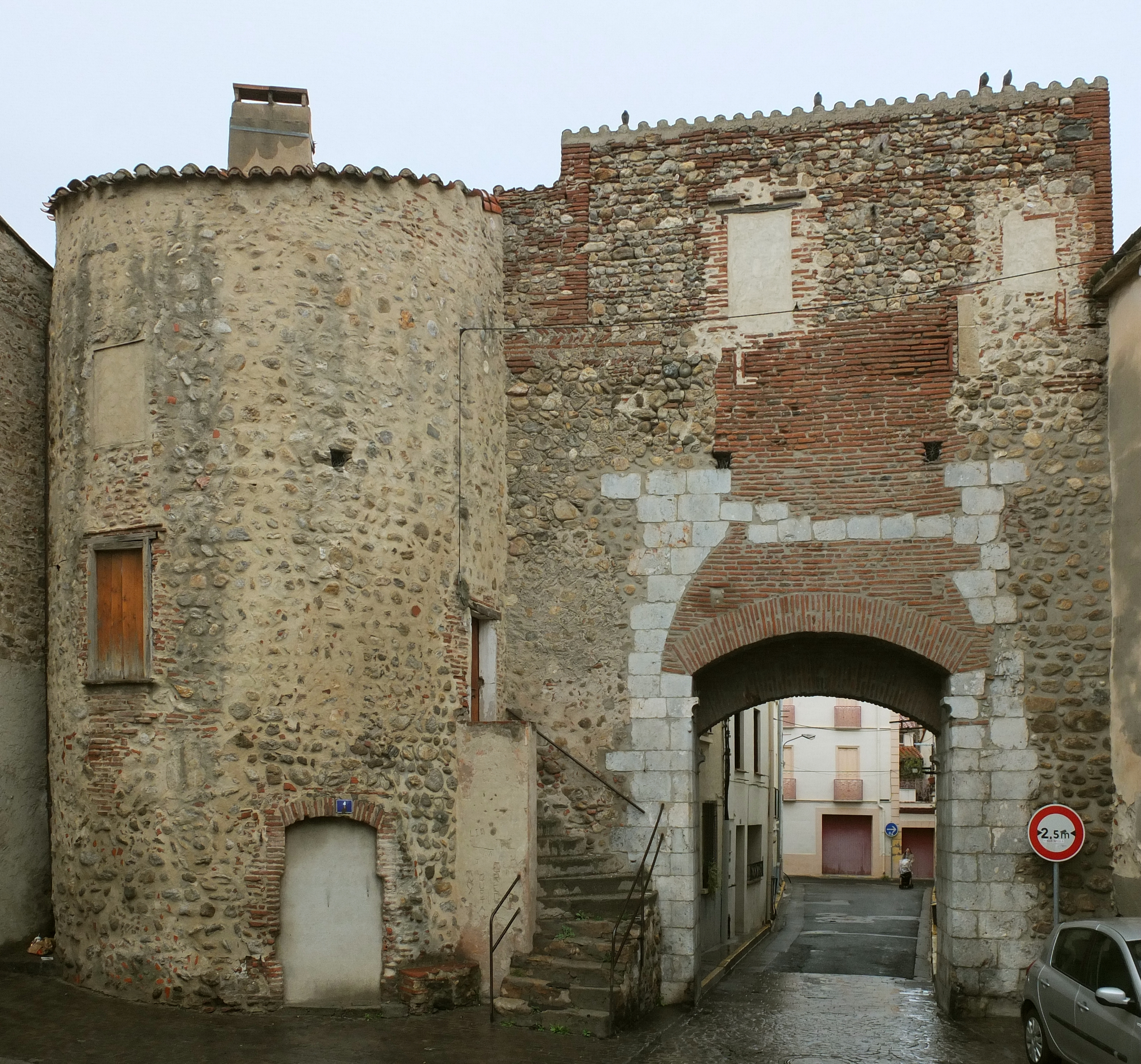
Porte de Collioure.
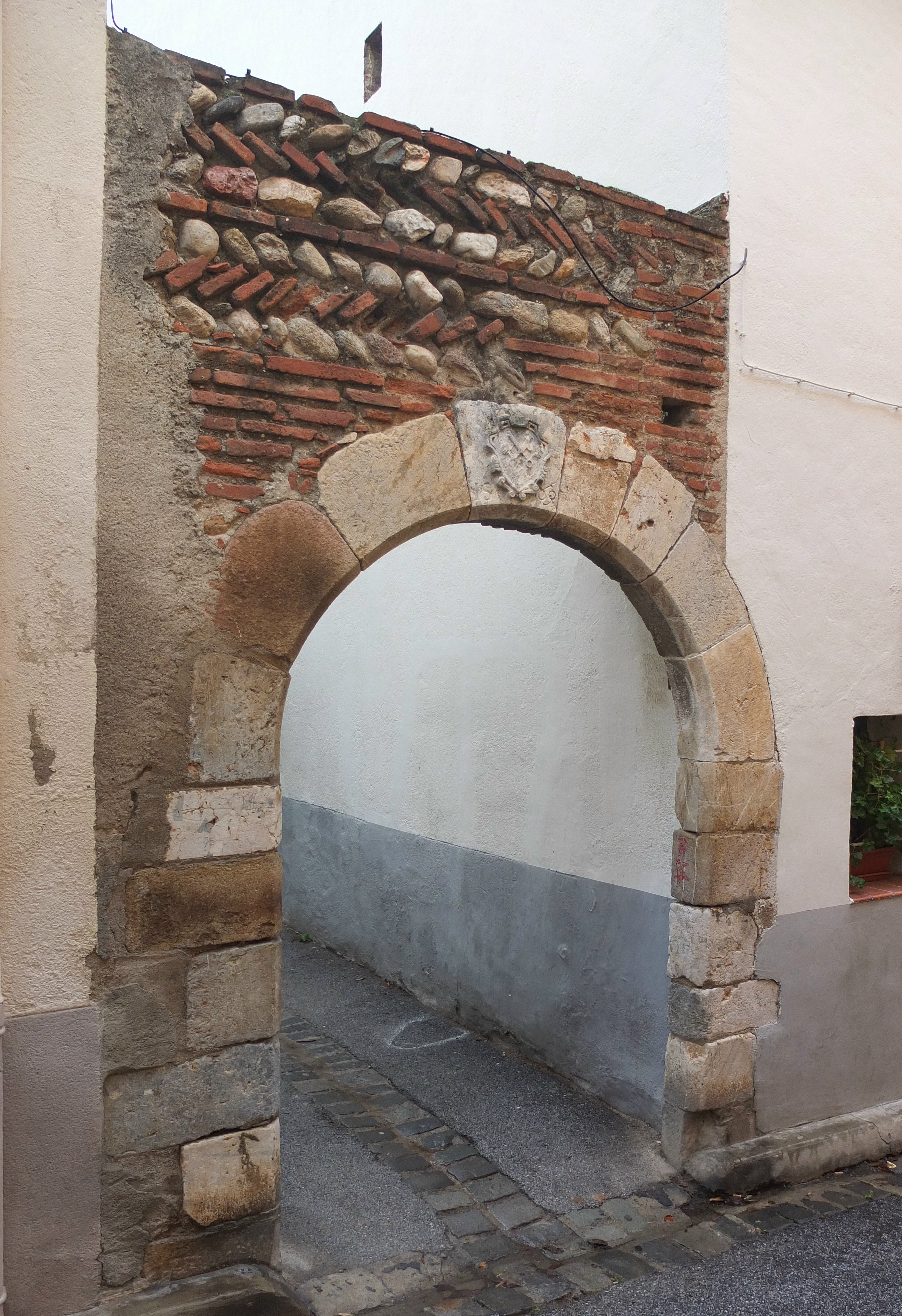
Arc 1569, rue Constantin.
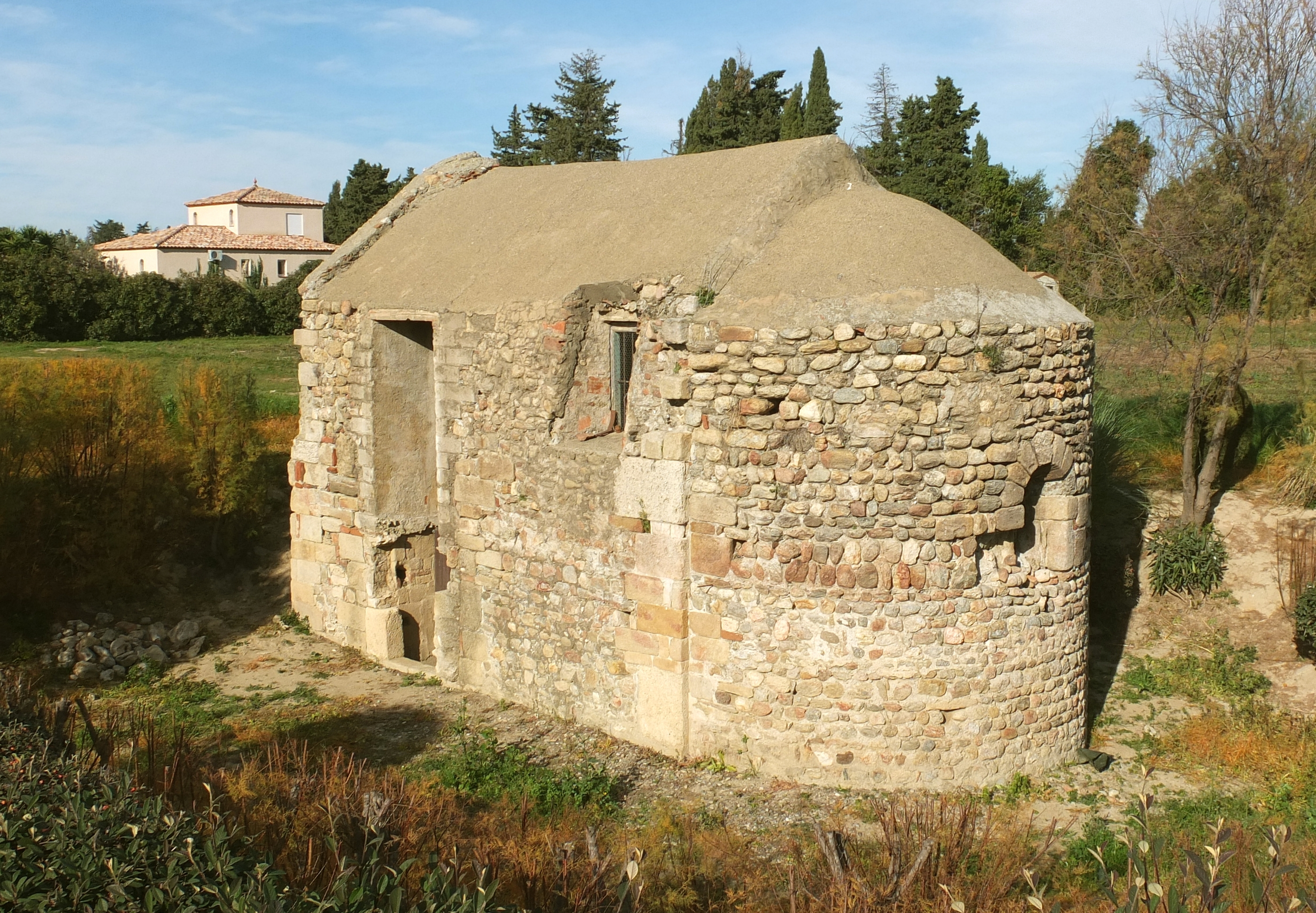
Église Sainte-Eugénie de Tresmals
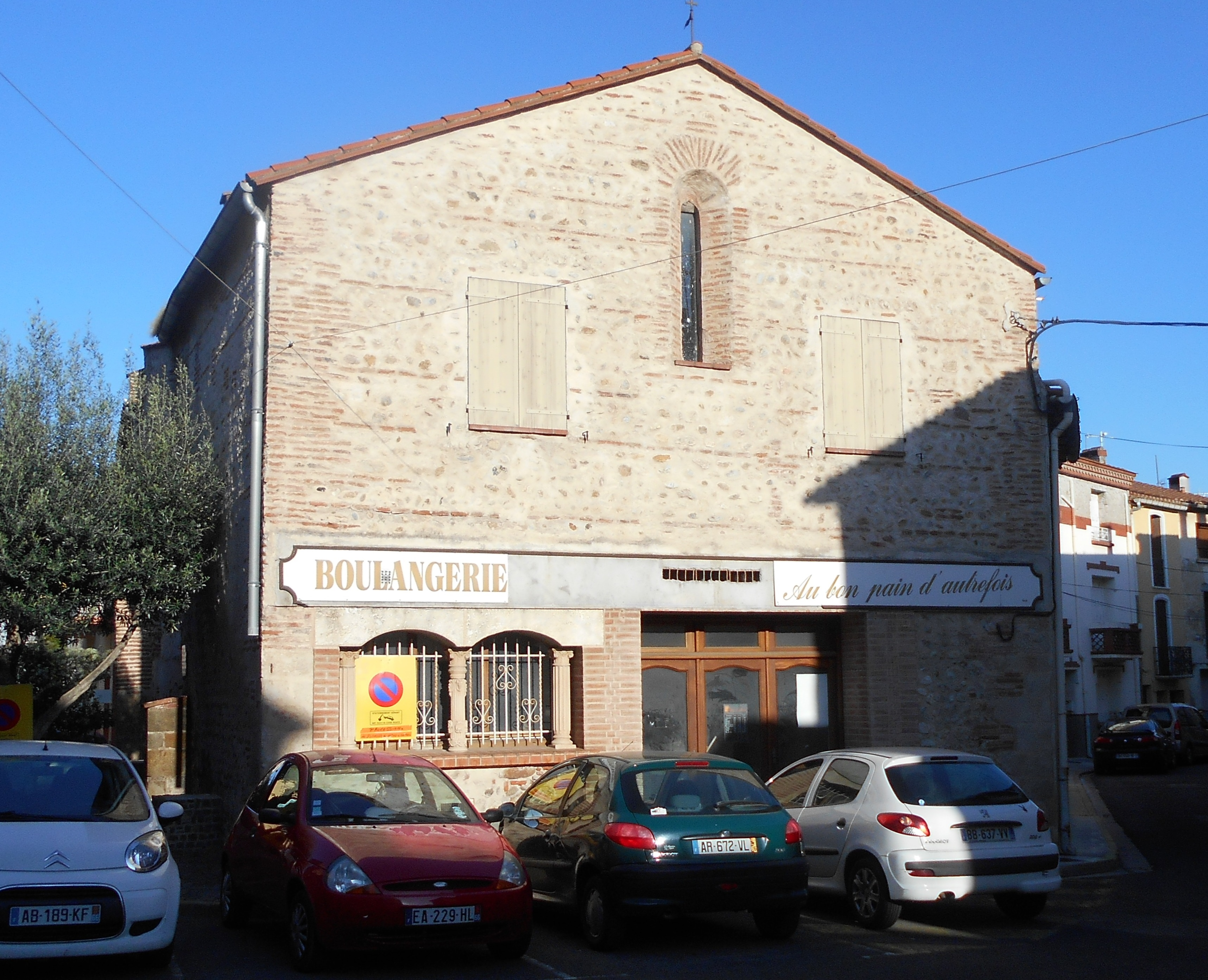
Ancienne église Saint-Jacques d'Elne, devenu une boulangerie
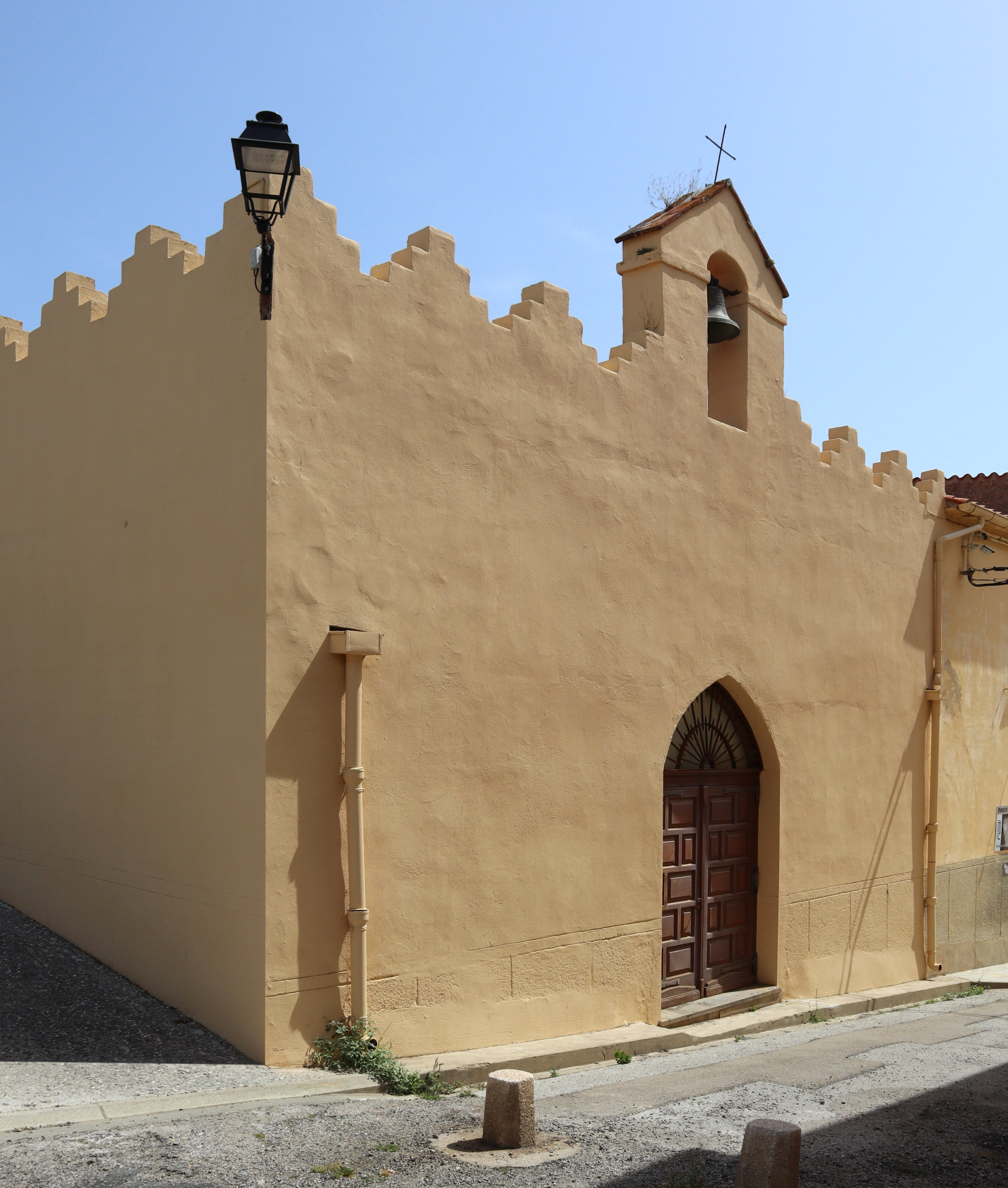
Chapelle Saint-Georges

### Personnalités liées à la commune
- Berenguer de Palou (XIIe siècle) : troubadour originaire de Palol, sur le territoire d'Elne ;
- Miquel de Giginta i Oms (v. 1534-1588) : ecclésiastique, chanoine et vicaire général de l'évêché d'Elne, auteur de plusieurs ouvrages dont le "Tratado de Remedio de Pobres" imprimé à Coimbra en 1579 (rééd. 2000)[80] ;
- Raymond de Lacvivier (1852-1930) : érudit et écrivain mort à Elne en 1930 ;
- Étienne Terrus (1857-1922) : peintre ami d’Henri Matisse à Collioure, né et mort à Elne ;
- Yvonne Boachon-Joffre (1896-1975) : romancière née à Elne ;
- Paul Barrère (1905-1978) : joueur de rugby à XV (sous les couleurs de Toulon, Bayonne et Lourdes) né à Elne ;
- Élisabeth Eidenbenz (1913-2011) : infirmière suisse qui tint la Maternité Suisse d'Elne, elle a reçu à Elne la distinction de Juste parmi les nations ainsi que la Légion d'Honneur ;
- Rose Blanc (1919-1943) : résistante, membre de l'Union des jeunes filles de France, née à Elne, morte à Auschwitz ;
- Joseph Vignes (1920-2007) : dessinateur d'art brut établi à Elne ;
- Camille Cabana (1930-2002) : sénateur de Paris, ministre et président de l’Institut du monde arabe, né à Elne ;
- Claude Michel (1938-) : homme politique né à Elne ;
- Raymond Rébujent (1942-) : ancien joueur de rugby à XV et de rugby à XIII, qui a joué avec l'équipe de France et l'USA Perpignan au poste de talonneur, né à Elne.
- Joseph Crespo (1925-2004)) : joueur de rugby à XV et de rugby à XIII, champion de France dans les deux codes, né à Elne.

### Héraldique
| Blason | Blasonnement : d'azur, à la croix latine d'argent accostée, en pointe, de deux fleurs de lys d'or |